# Culture de Yangshao
Sauf précision contraire, les dates de cet article sont sous-entendues « avant l'ère commune », c'est-à-dire « avant Jésus-Christ ».

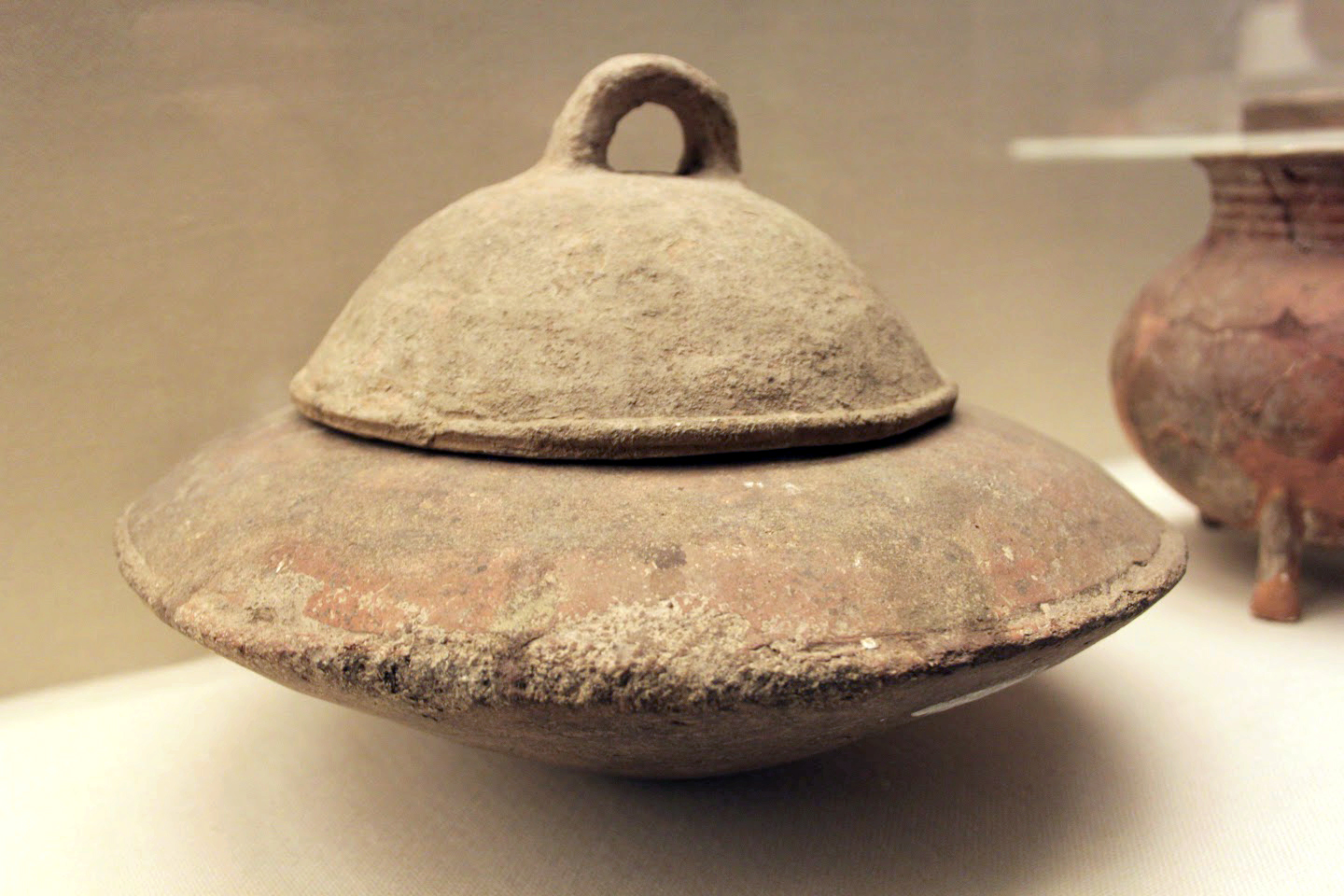
Marmite de terre cuite à couvercle, de type fu, que l'on disposait sur un support tripode, au-dessus du feu. Culture de Yangshao. Musée provincial du Henan, Zhengzhou.

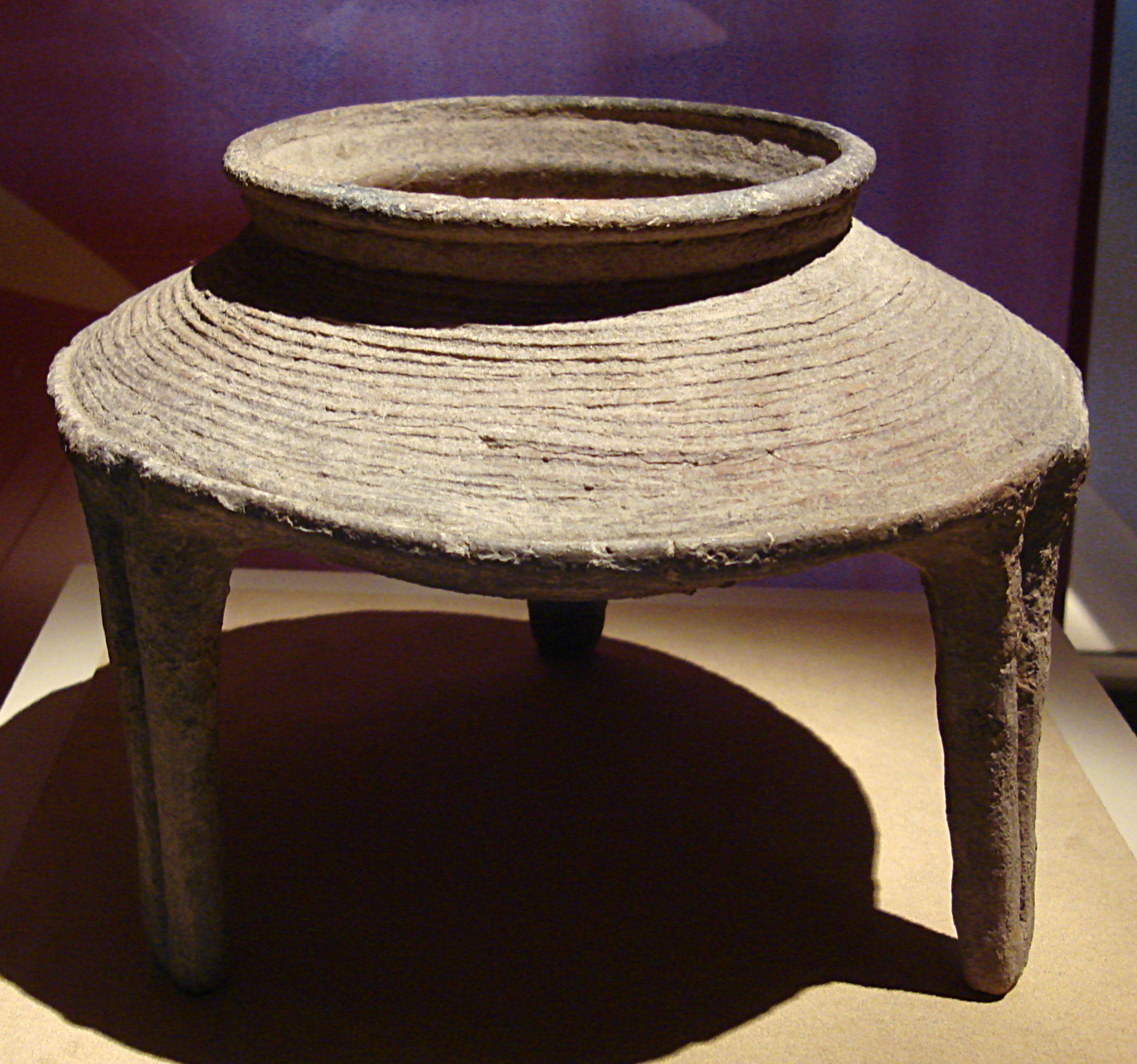
Support tripode, de type ding, pour une marmite, décor au peigne (?). Culture de Yangshao moyen du Henan central. Musée national de Chine

Par culture de Yangshao (chinois : 仰韶文化 ; pinyin : Yǎngsháo wénhuà) on désigne des cultures du Néolithique moyen chinois (4500 à 3000 AEC) dans la région du fleuve Jaune, dans le Nord de la Chine, qui se caractérisent par leur céramique de qualité aux formes nombreuses. Certaines céramiques Yangshao sont peintes avec des motifs figuratifs stylisés ou avec des motifs géométriques, peut-être symboliques. Ces cultures ont été précédées par plusieurs cultures du Néolithique ancien entre 5500 et 4500, que l'on nomme « pré-Yangshao », dans un environnement de chasseurs-cueilleurs. Les premiers indices de néolithisation dans la région remontant vers 7000 AEC.

## Historique des découvertes, localisation, périodisation, cultures
En 1921, l'archéologue suédois Johan Gunnar Andersson a conduit les fouilles d'un site près du village de Yangshao, au Nord du Henan, non loin du fleuve Jaune. Le nom du village a donné son nom à la période qui a progressivement, au XXe siècle, trouvé ses limites historiques, géographiques et culturelles. Le concept de « culture néolithique » s'est précisé dans le même temps et la zone géographique concernée à cette époque n'a cessé de se reconfigurer au fil des découvertes. Les multiples « cultures » locales plus ou moins « proches » de ce premier site ayant été intégrées ou distinguées de la culture Yangshao. Ce moment est considéré comme le début de l'archéologie moderne en Chine. Depuis, un millier de sites de la culture Yangshao ont été mis au jour, du Liaoning au Gansu. Aujourd'hui de nombreux chercheurs chinois, souvent enseignants aux États-Unis, tentent d'effectuer la synthèse des aspirations nationales, avec la constitution d'une histoire nationale, et de certaines démarches scientifiques américaines.
Les premières recherches sur cette culture ont donc commencé, avec Andersson, dans la région Nord-Ouest du Henan dès 1921 sur le site homonyme de Yangshao cun (Mianchi). Datant du Néolithique récent vers le IIIe millénaire, elle était dans les années 1970 considérée comme s'étant progressivement étendue vers l'Ouest, jusqu'à la province du Gansu. La découverte en 1977 de la culture de Peiligang sur le site de Peiligang (Xinzheng), a donné à la culture de Yangshao une Préhistoire qui plongeait dans un Néolithique bien plus ancien (6500-5000, au centre du Henan. « L'archéologue chinois Kwang-chih Chang a longtemps pensé que le berceau initial du Néolithique chinois se trouvait dans le bassin du fleuve Jaune, lieu d'éclosion de la brillante culture de Yangshao avec notamment, le site emblématique de Banpo ». Aujourd'hui cette conception est abandonnée devant la multiplication considérable des fouilles dispersées sur la presque totalité du territoire du monde chinois et avec des méthodes plus scientifiques et une ouverture des archéologues de la République Populaire vers leurs collègues du monde entier.
C'est la culture néolithique chinoise la plus étendue, dans l'état actuel de nos connaissances. On en trouve de multiples formes dans les provinces du Henan, du Shanxi, du Shaanxi, du Hebei, du Gansu, du Qinghai, du Liaoning, du Hubei ainsi qu'en Mongolie-Intérieure. Selon une approche plus restrictive les sites identifiables par des traits typiquement Yangshao sont situés au Shaanxi, au Shanxi et au Henan, avec une zone centrale dans la zone frontière de ces trois provinces.

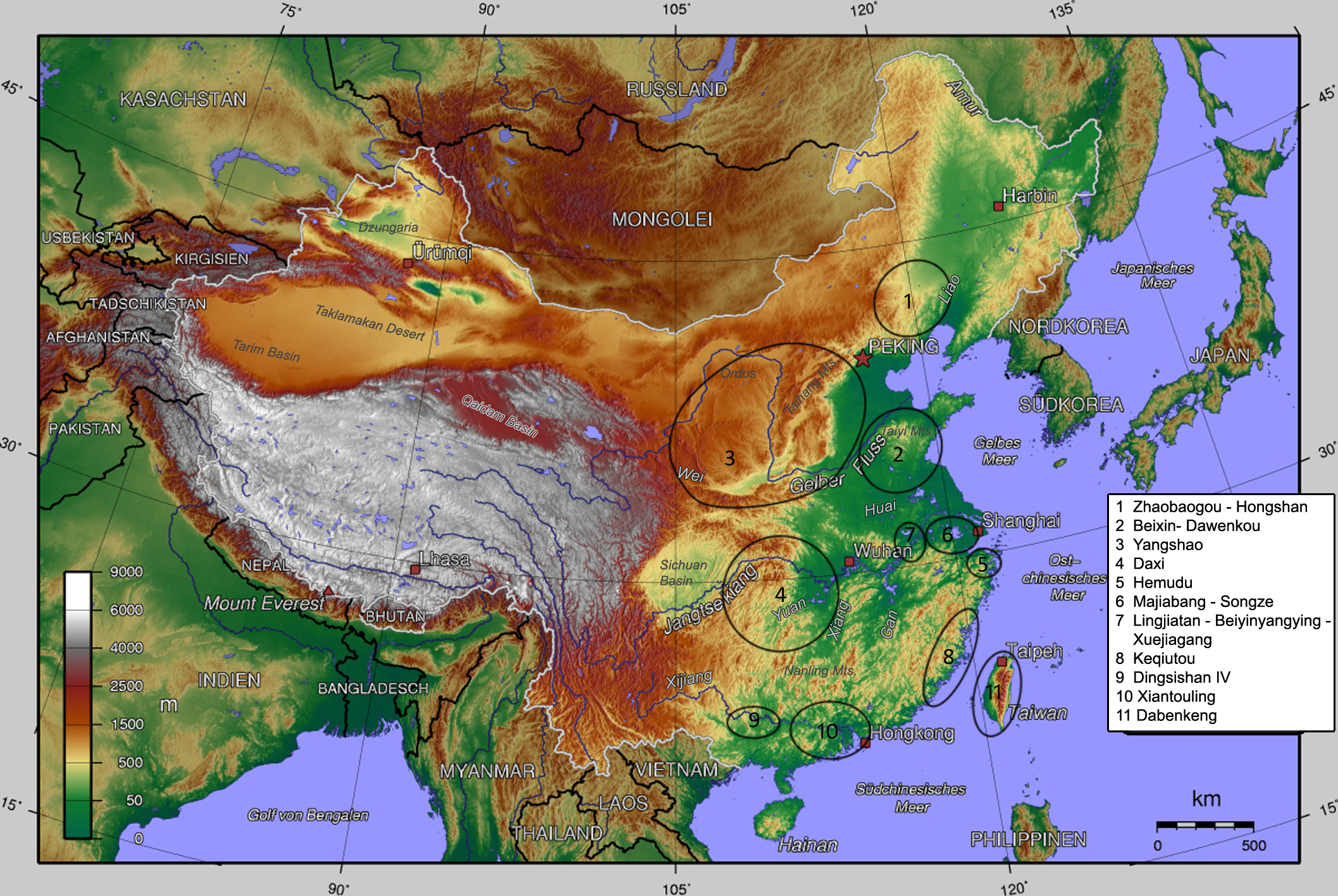
Cultures du Néolithique moyen en Chine

La culture de Yangshao correspond à plusieurs phases des cultures néolithiques sur le cours moyen du fleuve Jaune.
1 La période du premier Néolithique dans cette région comporte trois phases:
- 7000-5500 : premières traces de néolithisation partielle[N 6]
- 5500-4500 : « pré-Yangshao » : cultures de Laoguantai[9] à l'Ouest (trouve son prolongement dans la culture de Banpo), et de Cishan-Peiligang à l'Est, (trouvent leur prolongement dans la culture de Hongang I)
- 4500-4000 (ou v. 5000-4000): « Yangshao ancien » : cultures de Banpo à l'Ouest (environs de Xi'an), et de Hongang I à l'Est (environs d'Anyang). Ce qui inclut les sites de Jiangzhai (Lintong), Banpo (Xi'an), Beishouling (Baoji) et Dadiwan (Qin'an)[10].

Parlant de la culture de Yangshao ancien cette période, ou cette phase, est aussi nommée « phase Banpo », avec des habitats dispersés de taille moyenne, 5-6 ha. Le site de Jiangzhai étant un exemple type, sur une surface de 5 ha. dans la phase correspondant au Yangshao ancien.
2 Le Néolithique tardif dans cette région appartient au groupe de cultures de Yangshao :
- 4000-3500 : « Yangshao moyen » : culture de Miaodigou[N 7], dans la partie Ouest. Cette période est aussi nommée « phase Miaodigou » correspondant à une expansion des installations de bien plus grande taille, 40-90 ha.. Cette culture de Miaodigou est distincte de celle appelée « Miaodigou II » qui correspond à la phase ancienne de la culture de Longshan du Henan.
- 3300-3000 : L'après Miaodigou. Un changement radical se produit[12], avec un net déclin en termes d'effectifs de population et avec la transformation sinon l'effondrement de la hiérarchisation sociale [(en): social complexity]. Dans la zone centrale cependant, des villages continuent d'avoir un rôle au sein du système hiérarchique régional. Le cas du site de Xiwangcun, dans le xian de Ruicheng, Shanxi, témoigne de cette transition. Sa poterie présente dès lors de simples symboles séparés qui remplacent les dessins complexes précédents. La céramique grise prédomine. Ce qui s'accompagne, sur le site de Zhudingyuan, ville de Lingbao au Henan, d'un déclin dans le nombre de villages et dans les effectifs de leur population.
- 3500-3000 : « Yangshao récent » (ou « tardif) » : avec deux types de cultures. Les cultures du type de Dadiwan, plus à l'ouest encore, sur la rivière Wei : et qui sont des centres régionaux (Dadiwan ayant atteint la taille de 50 ha., Xipo étant un autre centre de ce type de 40 ha.). Par ailleurs on trouve aussi des cités conflictuelles, dans la région de Zhengzhou : le site de Xishan en étant un exemple de 25 ha.

Le site de Dahecun, dans l'Est de la région, présente une séquence complète depuis le pré-Yangshao jusqu'à la culture de Longshan: on parle de « Yangshao récent » pour Dahecun Yangshao phase III, et dire ainsi qu'il s'agit d'une culture du Yangshao tardif.
Les cultures Pré-Yangshao ont cohabité, entre autres, avec la culture de Hemudu (5000-4500) au Sud-Est (autour de Hangzhou, Zhejiang). Les cultures regroupées sous le nom de Yangshao ont cohabité, entre autres, avec la culture de Dawenkou (4300-2400) vers l'embouchure du fleuve Jaune, la culture de Hongshan (4700-2900) au Nord-Est et celle de Daxi (4500-3000) sur le moyen fleuve Bleu.
D'autres cultures leur ont succédé : Majiayao (3000-2700) à l'Ouest au Gansu, au Qinghai et au Ningxia et la culture de Longshan (3000-2000) du centre de la vallée du fleuve Jaune jusqu'à la mer de Chine orientale.

## Culture matérielle

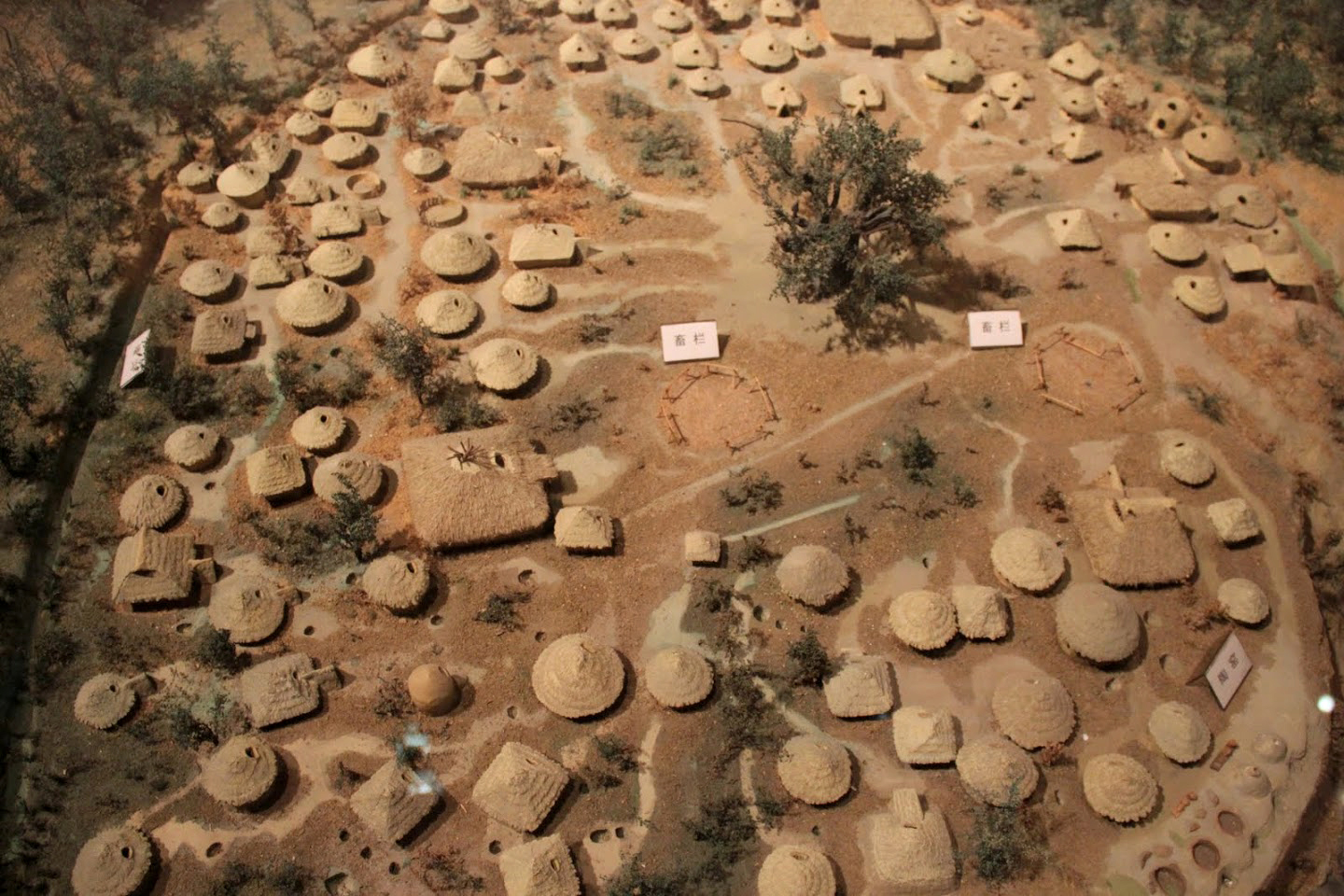
Reconstitution hypothétique du village de Jiangzhai, région de Banpo, à l'époque du Yangshao ancien. NMOC, Pékin

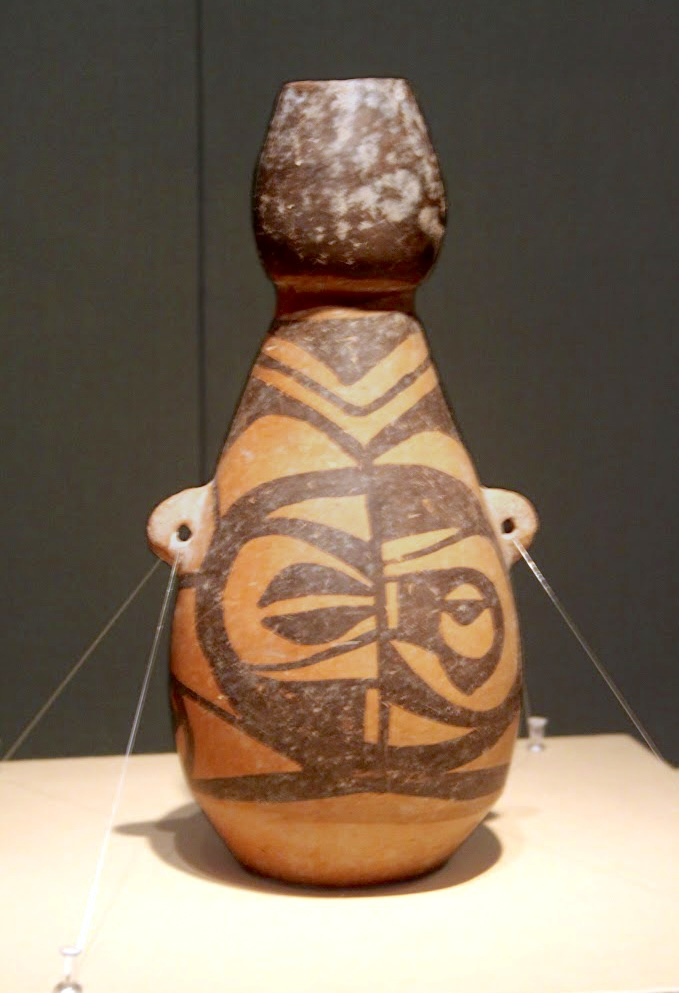
Bouteille d'eau à fond plat, deux oreilles percées, décor de masque (?). Terre cuite peinte. Culture de Shijia, Yangshao ancien. Probablement découvert sur le site de Jiangzhai, Lintong, Shaanxi. Musée de l'histoire du Shaanxi, Xi'an

### Habitat
- Dans le Yangshao ancien, à Banpo, les habitations sont formées de constructions semi-enterrées, rondes ou rectangulaires, en argile sur des armatures en bois pour les fondations et recouvertes de pisé dans la partie supérieure du mur. D'environ 3 × 5 m, ces maisons possédaient probablement un toit de branchages et de feuillages ou de chaume[14], maintenu par des poteaux droits ou en faisceaux. Chaque habitation possédait un four ou un foyer utilisé pour la cuisine et le chauffage, situé au centre. Les habitants disposaient de nombreuses fosses de stockage[15] ou silos enterrés.

La fouille très étendue du village de Jiangzhai (20 km à l'Est de Xi'an) a révélé un site occupé sur cinq périodes réparties sur toute la durée de la culture de Yangshao, la dernière étant contemporaine de la période de Longshan. La première période, correspondant au Yangshao ancien, est la mieux préservée. Elle présente un établissement sur 200 000 m2 totalement entouré d'un talus circulaire, avec plusieurs cimetières situés à l'extérieur. Cinq groupes de maisons forment la structure du village. Chaque groupe est composé d'une maison principale, de plusieurs petites maisons et de nombreux silos enterrés, un ou quelques fours, parfois aussi des tombes d'enfants. La plupart des maisons sont en partie souterraines, le sol de l'habitation étant au-dessous du niveau de l'aire extérieure.
- Dans le Yangshao moyen, phase Miaodigou, le site de Xipo[16] (Zhudingyuan area, Lingbao City, Ouest Henan) a une bien plus nombreuse population à l'intérieur de ses 40 ha. Il est toujours entouré de talus et de douves, mais le centre rassemble un groupe de bâtiments, de taille moyenne ou grande, qui ont été construits, sur la durée, sur plusieurs couches de fondation en terre battue. Chaque habitation possédant une entrée longue et étroite, certaines ayant été enduites au sol de pigment rouge cinabre. Le rouge de cinabre trouvé parfois sous forme de grains non encore broyés était utilisé aussi pour des cérémonies funéraires. Des rituels festifs étaient célébrés à proximité des habitations de taille moyenne où l'on a découvert de nombreux reste de porcs d'élevage. Les habitants de ces maisons devaient être en compétition pour le prestige et le statut, et constituer une élite en train de se sélectionner[N 10]. La grande maison (204 m2), dont la réalisation n'avait pu se faire sans la participation de plusieurs villages, était probablement réservée à des assemblées et à des cérémonies ou des rites. Dans le cimetière les tombes ont toutes la même forme mais pas la même taille ni les mêmes dépôts funéraires, mais la taille n'infère pas systématiquement sur son contenu. Deux types de jades, les haches yue et les anneaux huan peuvent appartenir éventuellement à des tombes d'enfant, de femme ou d'homme, et c'est un enfant qui a reçu le plus grand nombre de jades. Cela dit la taille de la tombe correspond, en général, à la richesse du dépôt.
- Dans le Yangshao tardif, le site de Dadiwan[17] s'est étendu sur 50 ha dans la vallée de la rivière Wei, un affluent du fleuve Jaune. Mais ce site était déjà occupé vers 5800. Les habitations de taille moyenne et petite sont apparemment groupées en plusieurs ensembles. On y trouve aussi trois grandes maisons au centre, munies de plusieurs pièces (290 m2) et de dépendances, le tout précédé d'une structure couverte ouvrant sur une grande place. Dans un des grands bâtiments contenant des urnes de stockage les villageois disposaient de récipients gradués. Un grand foyer (D. 2,50 m) laisse supposer que ce bâtiment servait à des fêtes régionales qui donnaient lieu à une forme de redistribution. Les sociétés étaient probablement intégrées à un niveau régional, et ce village y avait un rôle central.

Dans la région de Zhengzhou, au Henan, le site de Xishan (25 ha.) fait partie d'un ensemble de villages de même type, équidistants, mais qui, au lieu d'être dans un processus d'intégration régionale, sont au contraire dans une rivalité agressive. La violence a laissé des traces dans ce village. Plusieurs fosses contenaient des restes humains en posture de strangulation. Les villageois possédaient des céramiques d'origine lointaine, provenant de la culture de Dawenkou au Shandong et de la culture Qijialing au Hubei. S'agirait-il d'indices de migration ? Le village était enclos par un talus de terre damée.
- Au cours de la période qui suit celle de Miaodigou, la période Xiwangcun (et le type Xiwangcun de céramique), on assiste à un déclin généralisé par endroits tandis que d'autres continuent de prospérer. Par exemple, sur la région [(en) : area] de Zhudingyuan (où se trouve le site précédemment évoqué de Xipo)  cité de Lingbao, Ouest Henan, on note un net déclin en nombre d'installations (de 19 à 8) et en termes de taille (de 190 à 60 ha.)[12]. Tandis que d'autres centres prospéraient, comme Yangguanzhai au Shaanxi.

### Céramique
Les céramiques sont les témoins les plus nombreux, les mieux conservés de la culture matérielle des populations néolithiques.
L'analyse des styles de céramique a aidé la distinction des cultures. Les poteries de culture Yangshao ont de nombreuses nuances, la couleur de la terre cuite pouvant être beige, chamois ou rouge (parfois avec un engobe rouge), sur laquelle des motifs en noir ou en brun sombre ont été dessinés. Ces motifs, à Banpo, sont caractérisés par des visages ou des poissons. Le procédé décoratif typique de Miaodigou offre l'association de divers motifs, en aplats aux courbes amples, qui produisent un double effet tapissant de fleurs confondues. Ailleurs des jeux de formes libres dans une large bande peinte au-dessus de la ployure de la panse montrent un dynamisme fondé sur des formes ponctuées et des lignes obliques qui courent tout autour. Quelques pièces exceptionnelles offrent de rares motifs figuratifs disposés en frise et à la stylisation prononcée. C'est le cas d'une urne funéraire, sépulture secondaire : les ossements, d'enfants ou d'adultes, étaient réunis dans ces urnes peintes de figures d'animaux, d'hommes et femmes, de sexes, du soleil et de la lune, de haches. L'une d'elles comporte un ensemble figuratif unique : une cigogne tient en son bec un poisson, une grande hache se dresse à son côté : mais rien ne prouve qu'il s'agisse d'indices de guerre, cette société ne montre aucun signe de différenciation sociale dans les urnes de son cimetière. Dans la phase finale de Yangshao, à Dahecun (v. 3300-3000), on trouve de nombreux motifs non figuratifs jouant avec des surfaces aux courbes tendues, en aplats blanc, noir et rouge, ainsi que des lignes obliques qui créent une dynamique caractéristique. Les formes utilitaires comportent, entre autres, des bols, des jarres (à col étroit et sans épaules), des cruches et des urnes.
Les céramiques étaient bien cuites, vers 900°. La plupart des fours du début de la culture de Yangshao découverts avant 2020 étaient de type à chambre horizontale, de petite taille et de structure simple. En 2020 un ensemble de fours, datés vers 4000, au Yangshao ancien, a été découvert, dont un four à chambre verticale, doté de 11 foyers circulaires à la base, et à étagères, ce qui en fait le plus ancien de ce type dans la culture de Yangshao. Comparé au type à chambre horizontale, le type à tirage vertical ascendant améliorait non seulement le rendement exergétique, mais garantissait également une meilleure qualité des poteries, les rendant plus solides. Montées au colombin, elles étaient ensuite tournées sur un tour lent (ou tournette) pour les plus petites pièces à la fin de la période.

### Agriculture

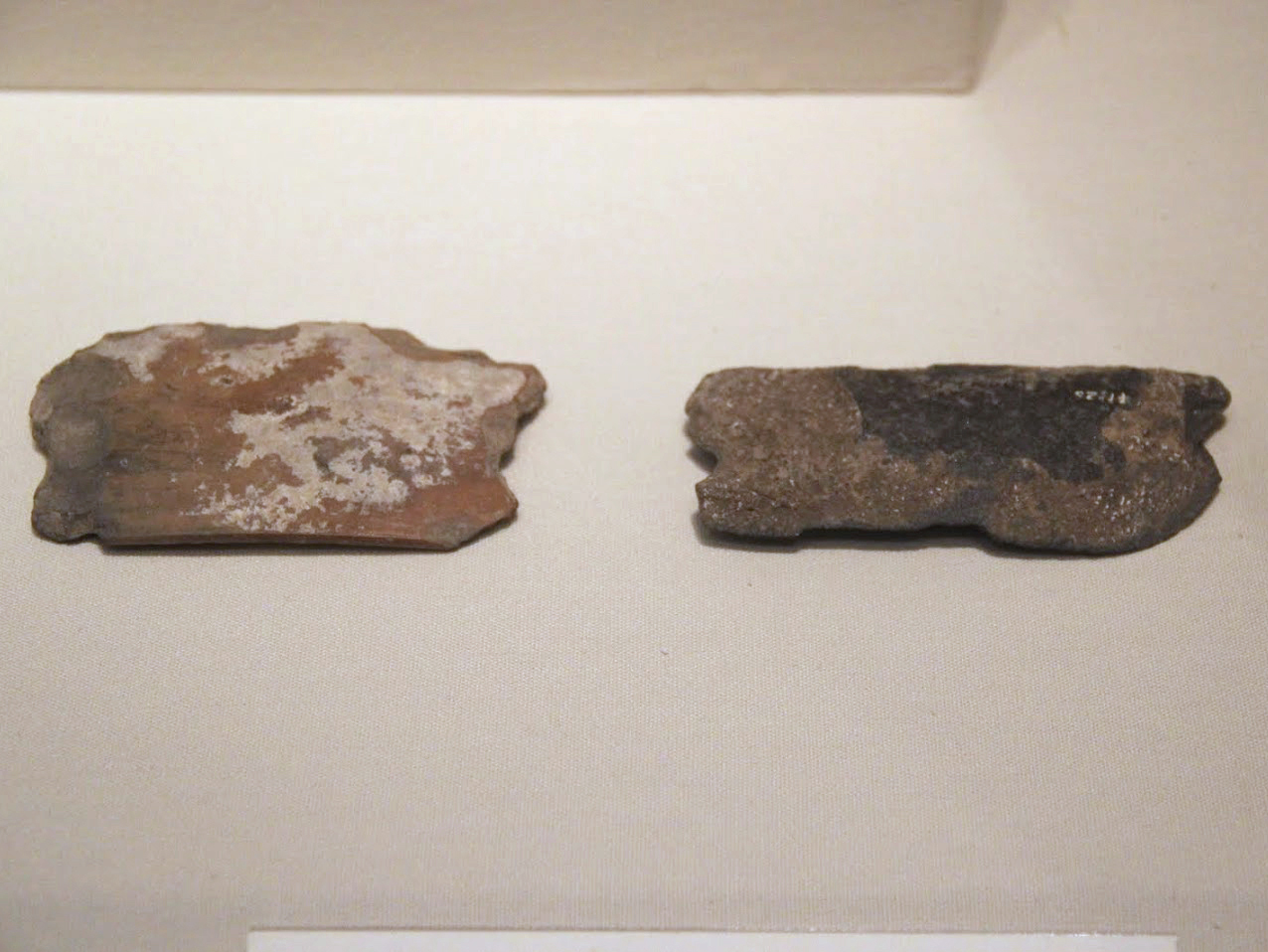
Couteaux de terre cuite (à gauche) et de pierre (à droite). L. appr. 10 cm. Culture de Yangshao. Banpo. Musée National de Chine, Pékin.

Ce qui caractérise cette époque c'est que sous un climat favorable l'agriculture, surtout le millet des oiseaux et le millet commun (Panicum miliaceum ), est devenue une source importante d'alimentation entrainant un accroissement significatif de la population et des villages de taille plus importante qu'auparavant. La pression croissante de cette population sur les terres les plus riches a amené à leur dispersion sur des régions plus marginales entrainant de nouveaux assemblages de populations néolithiques. Si la culture pré-Yangshao s'était plutôt située sur des piedmonts, l'aire de culture Yangshao se développe dans les plaines.
La culture du riz était déjà pratiquée à l'époque pré-Yangshao : on a retrouvé du riz domestique à Jiahu, dans la culture de Peiligang, avec des sites couvrant, en général, une surface de 30 ha. entourés de fossés et disposant de structures de stockage communes. Les moissons qui s'effectuaient avec des lames soigneusement façonnées à l'époque pré-Yangshao sont effectuées ensuite avec des couteaux de céramique ou de pierre. Les meules ont été utilisées pour la réduction des glands en farine pendant la période pré-Yangshao. Ces meules ont progressivement disparu au Néolithique moyen, en particulier dans la culture Yangshao, sauf dans certaines régions montagneuses où cette stratégie de subsistance s'est encore poursuivie.
Les hommes de Yangshao disposaient de textiles et de vanneries dont on a conservé les empreintes précises sur le fond de certaines poteries. Ils cultivaient le millet, ainsi que le chou chinois, pe-tsaï, avec un outillage en pierre. Ils élevaient des porcs et des chiens, mais la chasse continuait à jouer un rôle prépondérant.

## Culture

### Société

Signes relevés sur diverses poteries des sites de Banpo et de Jiangzhai (Yangshao ancien), qui ont été ici assemblés sans distinction par le paléographe Yu Shengwu (1896-1984). Certains ayant fait alors l'objet d'une interprétation, anticipation de caractères : nombres (sept, dix, vingt), objets (lance) ou verbes (montrer).

La société s'est complexifiée, avec des habitats fortifiés et la circulation de produits d'exception comme le jade.
- Phase de Banpo : Dans le cadre de l'étude du village de Jiangzhai[6] une proposition d'interprétation, par des archéologues chinois, a fait de ce village un exemple de société matrilinéaire : les cinq groupes de maisons correspondraient à cinq clans. Les maisons principales correspondraient aux familles et les petites (qui comportent aussi les éléments de base d'une habitation) aux foyers des filles et de leurs maris, membres des clans voisins. La population totale du village, dans la première période du village (phase de Banpo) étant de 500 habitants environ. Cette interprétation a été l'objet de discussions, et même en Chine : les anthropologues ayant montré que les sociétés matrilinéaires sont pour le moins rares, dans le monde. Et aujourd'hui, bien que cette idée fasse de nouveau surface, la majorité des archéologues chinois ne la considèrent plus comme indiscutable. On a ainsi pu réinterpréter la répartition des constructions : celles de taille moyenne et les petites auraient pu être des lieux privés, tandis que les plus grandes auraient pu être des sortes de maisons communes. Cette distribution laisse entrevoir une société encore égalitaire[N 13].

Dans le village de Jiangzhai l'inhumation est collective et correspondrait à des lignages. Les dépôts funéraires étant à peu près semblables on en a déduit que la société restait relativement égalitaire. Mais les femmes adultes et âgées sont exclues de ces inhumations collectives car étant mariées elles viennent d'autres communautés : ce serait là la première manifestation d'une différenciation au sein d'une société encore « égalitaire ». Les enfants sont inhumés dans des jarres, à proximité des habitations. Sur la base d'une analyse des habitats, on a pu en déduire une société segmentée (la famille nucléaire, la maisonnée, les groupes de maisonnées (lignages ou clans) et la communauté villageoise, une distribution typique d'une société tribale.
- Phase Yangshao final : le cas du village de Xipo dans l'Ouest du Henan[6], situé dans une région montrant une forte concentration d'installations avec 35 villages dans un rayon de 350 km2. On y a trouvé plusieurs maisons de grande taille, l'une d'elles de 16 × 15 m. Ceci allait avec quelques tombes de très grande taille et avec un riche mobilier. Ces tombes qui ont nécessité un gros investissement[28] seraient les témoins des premières différenciations sociales. Il semblerait dans l'état actuel des recherches que les petits villages aient été plus ou moins assujettis aux plus importants et que l'on ait commencé à entrer dans une forme de société de « chefferies »[N 14]. On voit aussi apparaitre des zones de rivalités entre petites communautés et des affrontements guerriers.

### Religion
Certaines découvertes archéologiques ont laissé supposer la présence de chamanisme, ou son équivalent. À Puyang a été mise au jour une tombe dans laquelle un homme était placé entre deux représentations d'animaux, un dragon chinois (?), à sa gauche, et un tigre, à sa droite, réalisées avec des coquillages. Dans le Baopuzi, ouvrage du troisième siècle de notre ère, il est écrit que les prêtres taoïstes emploient des tigres, des dragons ou des cerfs pour effectuer leurs voyages au ciel, où ils sont censés rencontrer des dieux et des ancêtres. Ces « voyages extatiques » auraient une origine chamanique. Mais l'écart très grand entre les dates des réalisations et les textes ne permettent pas d'en tirer une relation étroite.

## Climat et faune
La Chine bénéficiait, entre 6000 et 3000 (du Pré-Yangshao au Yangshao final), d'un climat de 2 à 3 degrés plus chaud et il était plus humide que maintenant. Des forêts de bambous permettaient aux pandas géants de vivre en Chine du Nord. Outre les tigres, les ours noirs et les léopards, les arrière-pays de montagnes et de forêts abritaient des rhinocéros, des éléphants, des macaques, des chacals et des paons, animaux qu'il faut maintenant chercher dans la vallée du Yangzi Jiang. Cette dernière comprenait alors des mangroves.
La phase Banpo (Yangshao ancien, 4500-4000) se situe au moment de l'optimum climatique postglaciaire de Chine du Nord.
La fin de cette période est marquée par un épisode d'oscillations climatiques intenses qui ont précédé l'apparition de climat plus froid vers le IIIe millénaire. Ce qui a eu un impact très net sur ces populations avant que n'apparaisse la culture de Longshan.

## Documentation iconographique: quelques témoins de cultures pré-Yangshao et Yangshao
- Note : Les sites mentionnés ont eu une période de développement intense, ce qui justifie leur mention lors d'une phase de la culture de Yangshao. Mais chaque site a eu aussi plusieurs périodes, avant ou après cette période de développement.

### Pré-Yangshao: cultures de Cishan-Peiligang...

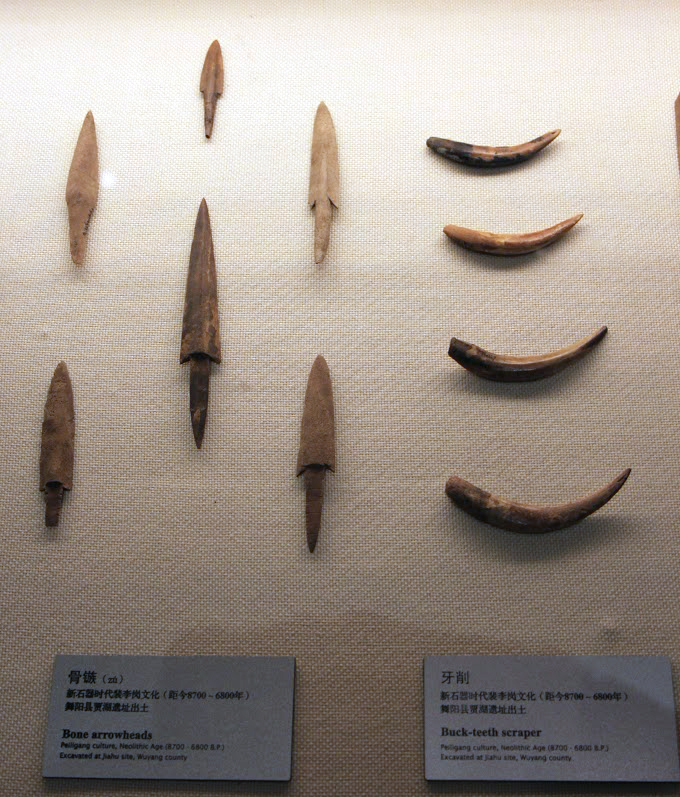
Harpons en os et racloirs en corne. Culture de Peiligang (v.6000-5200), Jiaxian, Henan. Henan Provincial Museum, Zhengzhou
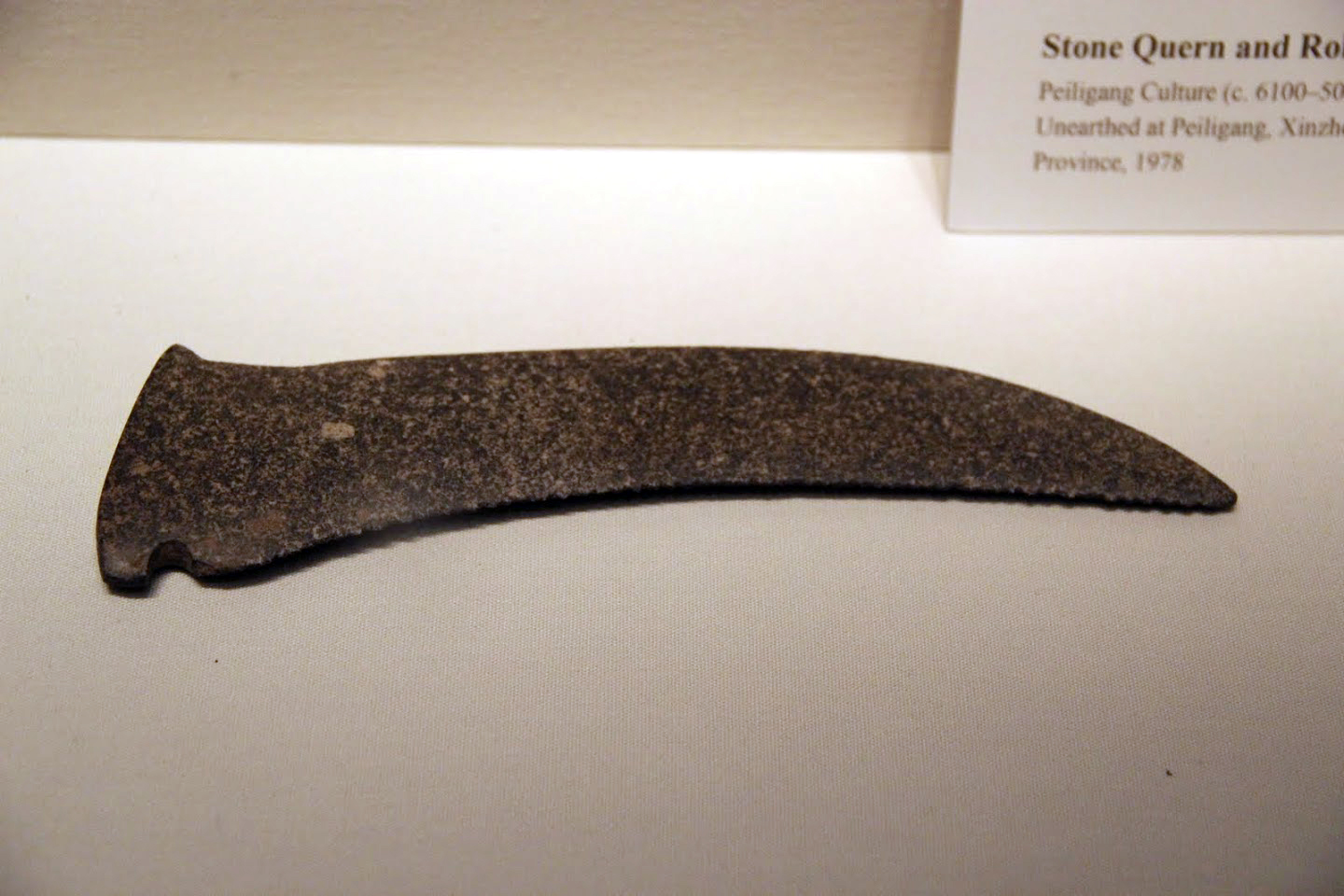
Faucille dentée de pierre polie et retaillée pouvant se fixer sur un manche. Culture de Peiligang, Jiaxian, Henan. Musée national de Chine, Pékin
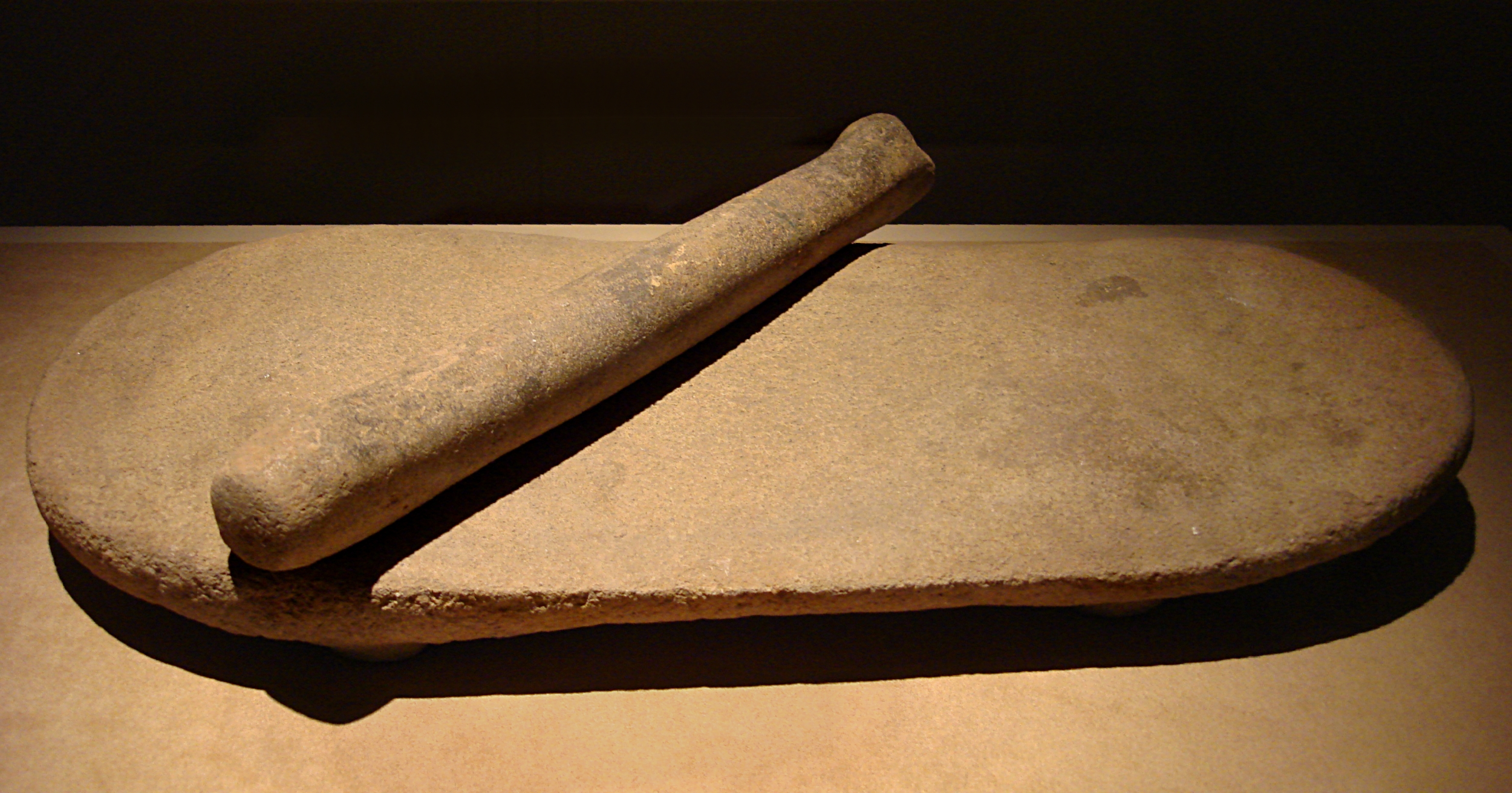
Meule sur 4 pieds et son rouleau broyeur[N 15]. Grès jaune. Culture de Peiligang, Xinzheng, Henan. Musée national de Chine, Pékin
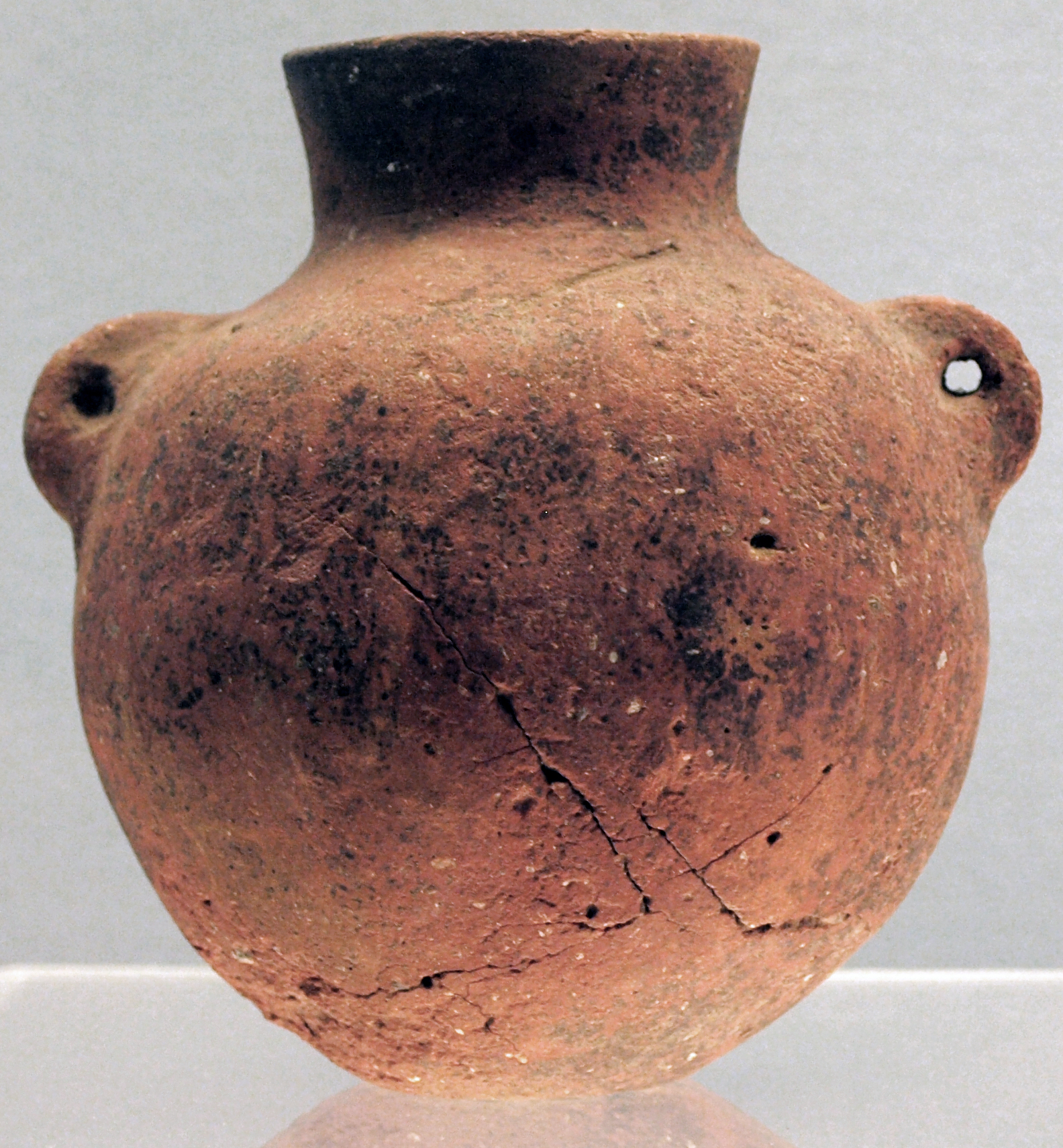
Bouteille de type hu, à deux oreilles verticales perforées pour la corde. Culture de Peiligang. Terre cuite rouge à pâte fine lissée. Shanghai Museum
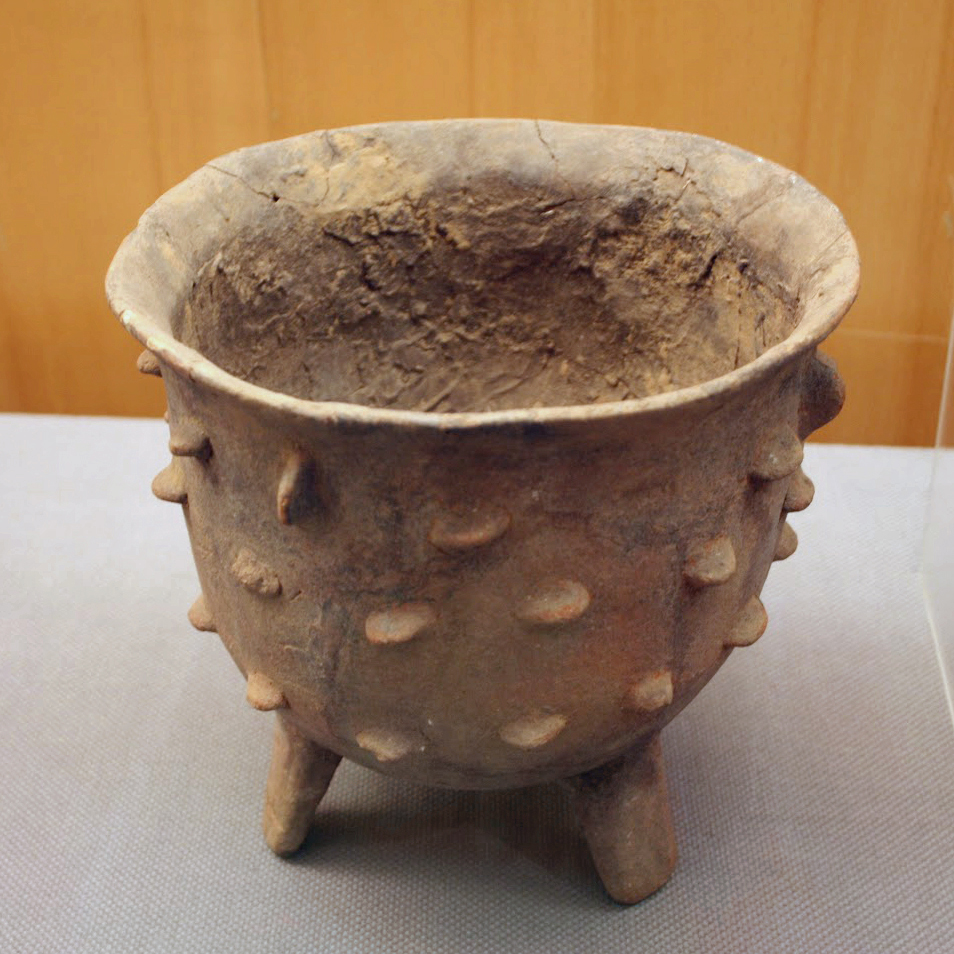
Tripode type ding, décor de tenons en relief. Terre cuite, traces de suie. H. 21,6 cm. Culture de Peiligang. Musée Provincial du Henan, Zhengzhou
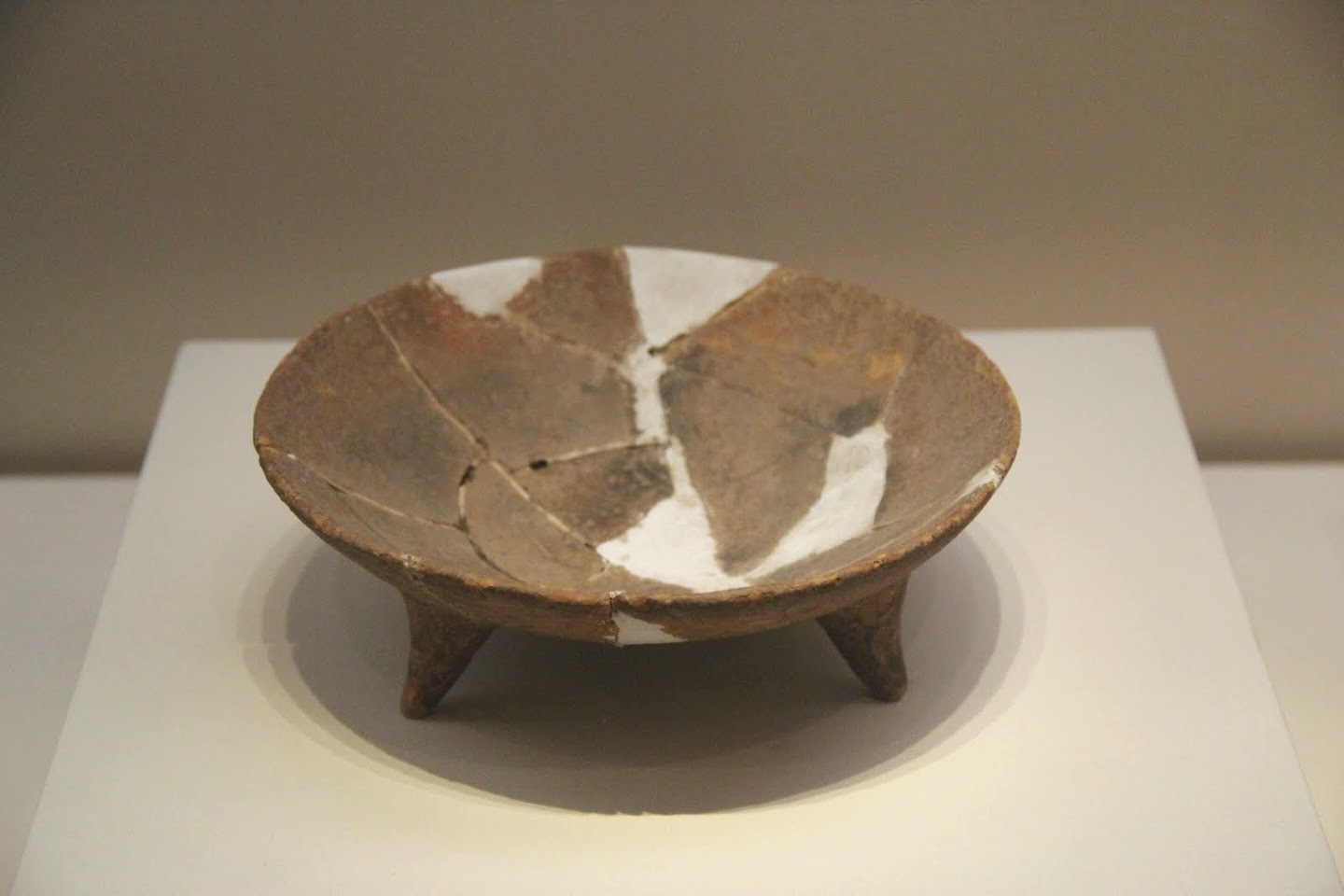
Bol tripode. Terre cuite lissée et lustrée. Culture de Cishan. Hebei. Musée national de Chine
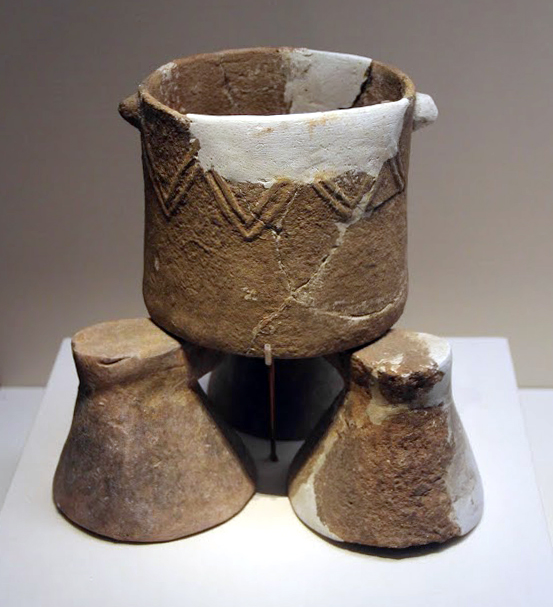
Chaudron sur ses supports. Terre cuite à décor géométrique. Culture de Cishan. Hebei. Musée national de Chine

### Yangshao ancien (v. 5000-4000): sites de Jiangzhai, Banpo, Beishouling (à Baoji), Dadiwan et le cimetière de Yuanjunmiao

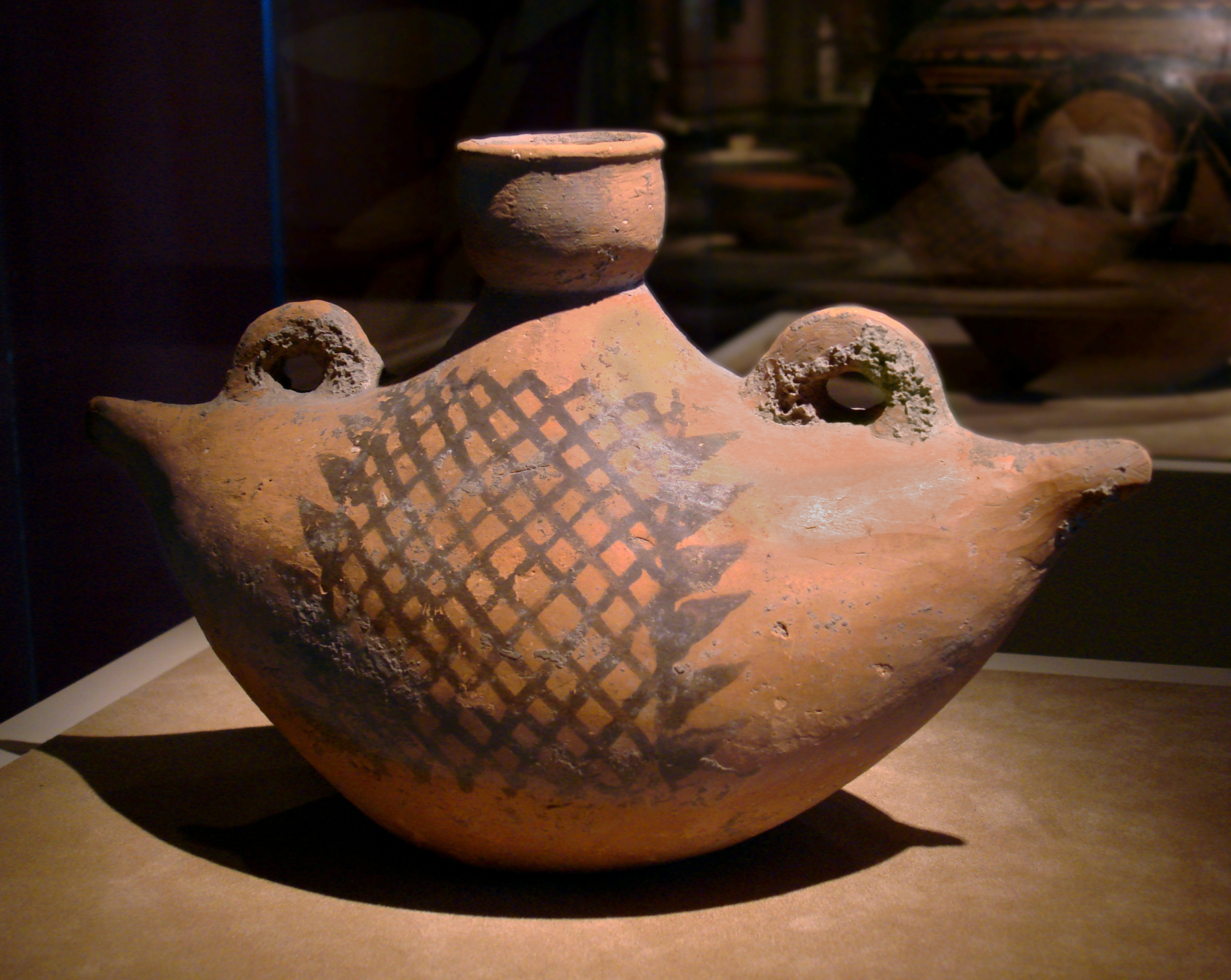
Pot à eau[N 16]. Terre cuite peinte H. 15,6 , L 24,8 cm. Site de Beishouling: en 2012, la plus ancienne culture à céramique peinte en Chine. Baoji, Shaanxi. Musée national de Chine
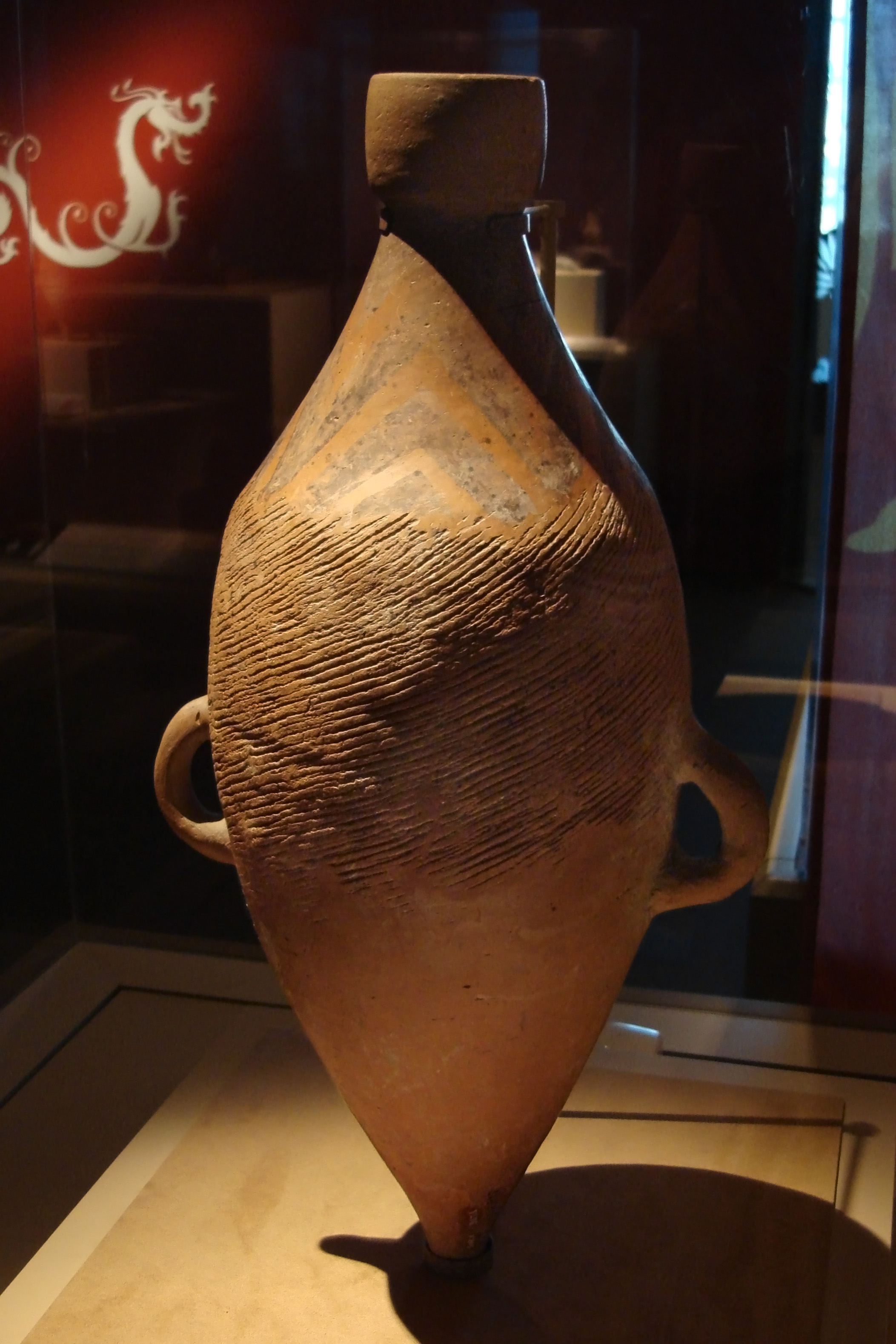
Amphore à décor cordé  et peinte. Baoji, Shaanxi. Musée national de Chine
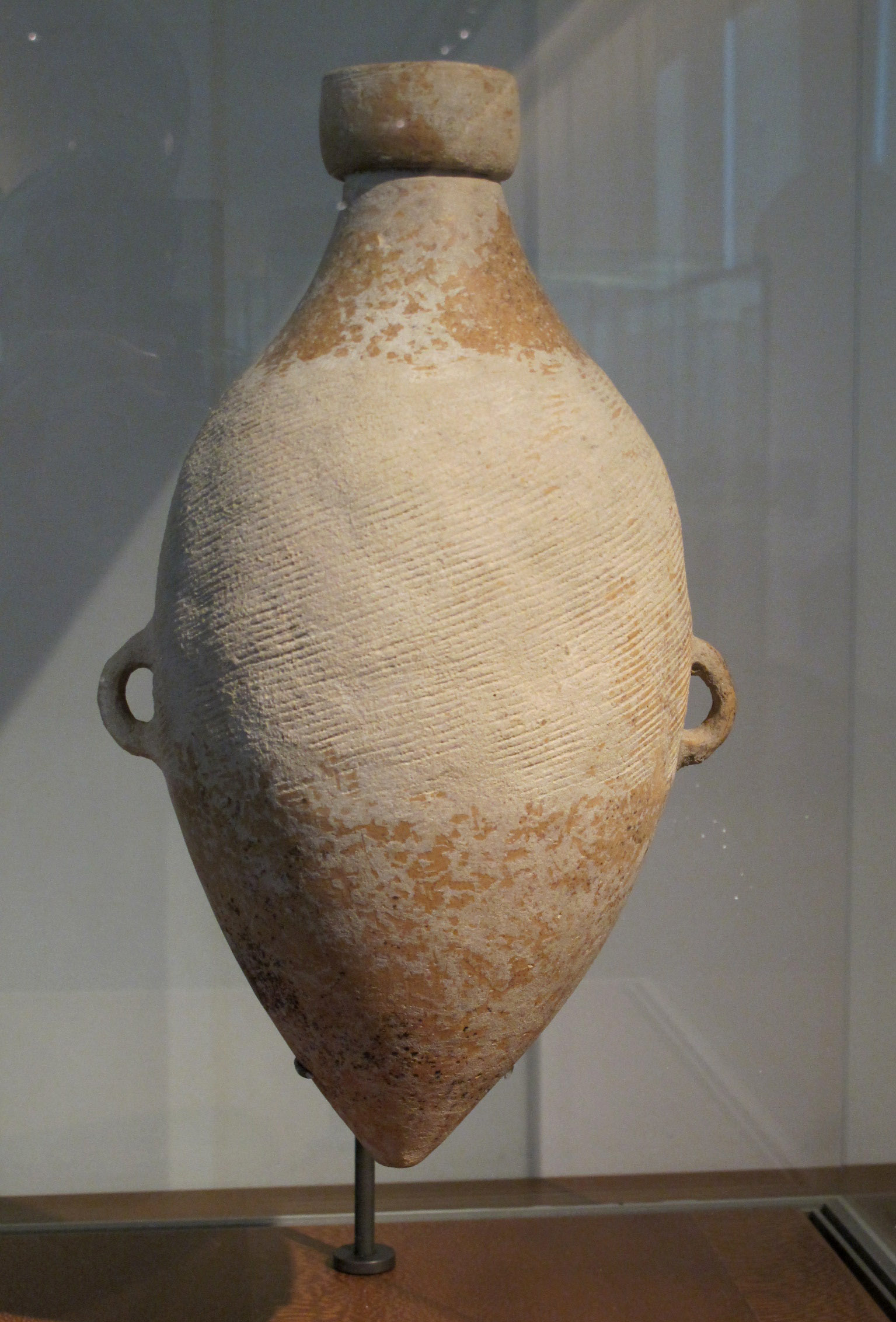
Bouteille en forme d'amphore à décor cordé[N 17]. Shaanxi, site de Banpo. Yangshao, v. 4800. Terre cuite rosée, montée au colombin. Musée Guimet
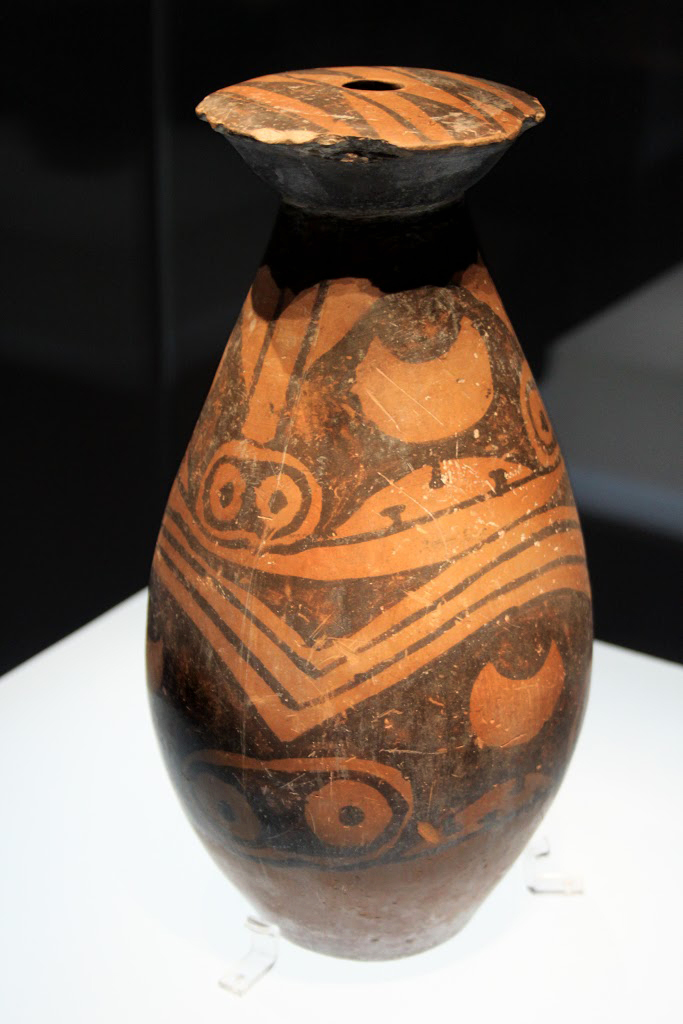
Petite bouteille (?)[N 18], terre cuite peinte, H. 27,8 cm, décor stylisé: masque ou tête d'animal. Type Shijia (Yangshao ancien) site de Jiangzhai, Lintong, Shaanxi. Mus. Hist. du Shaanxi, Xi'an
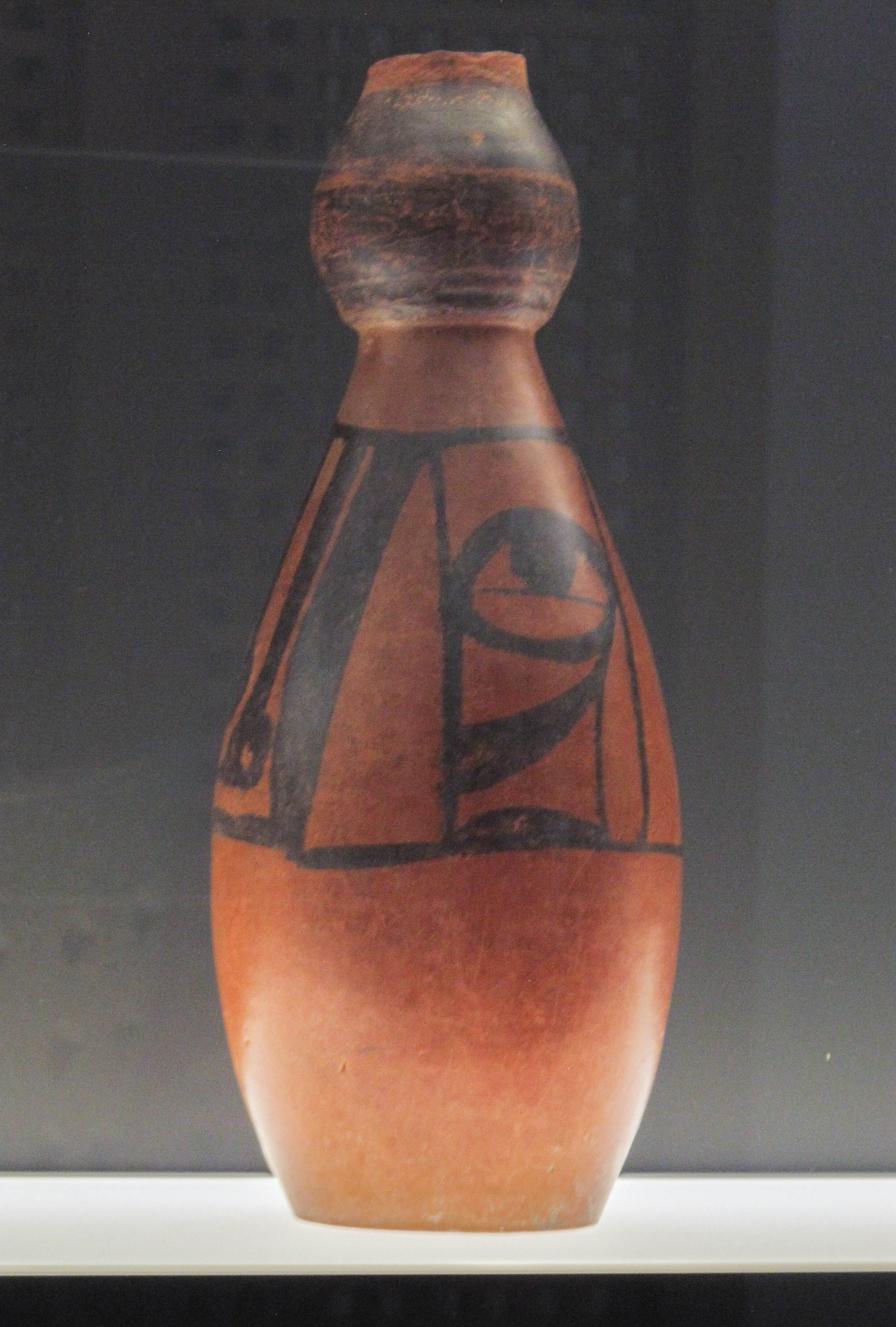
Bouteille aux motifs abstraits. Gansu, Henan ou Shaanxi. Phase Banpo. Terre cuite peinte en noir, H. 50 cm. env. Museum Rietberg, Zurich
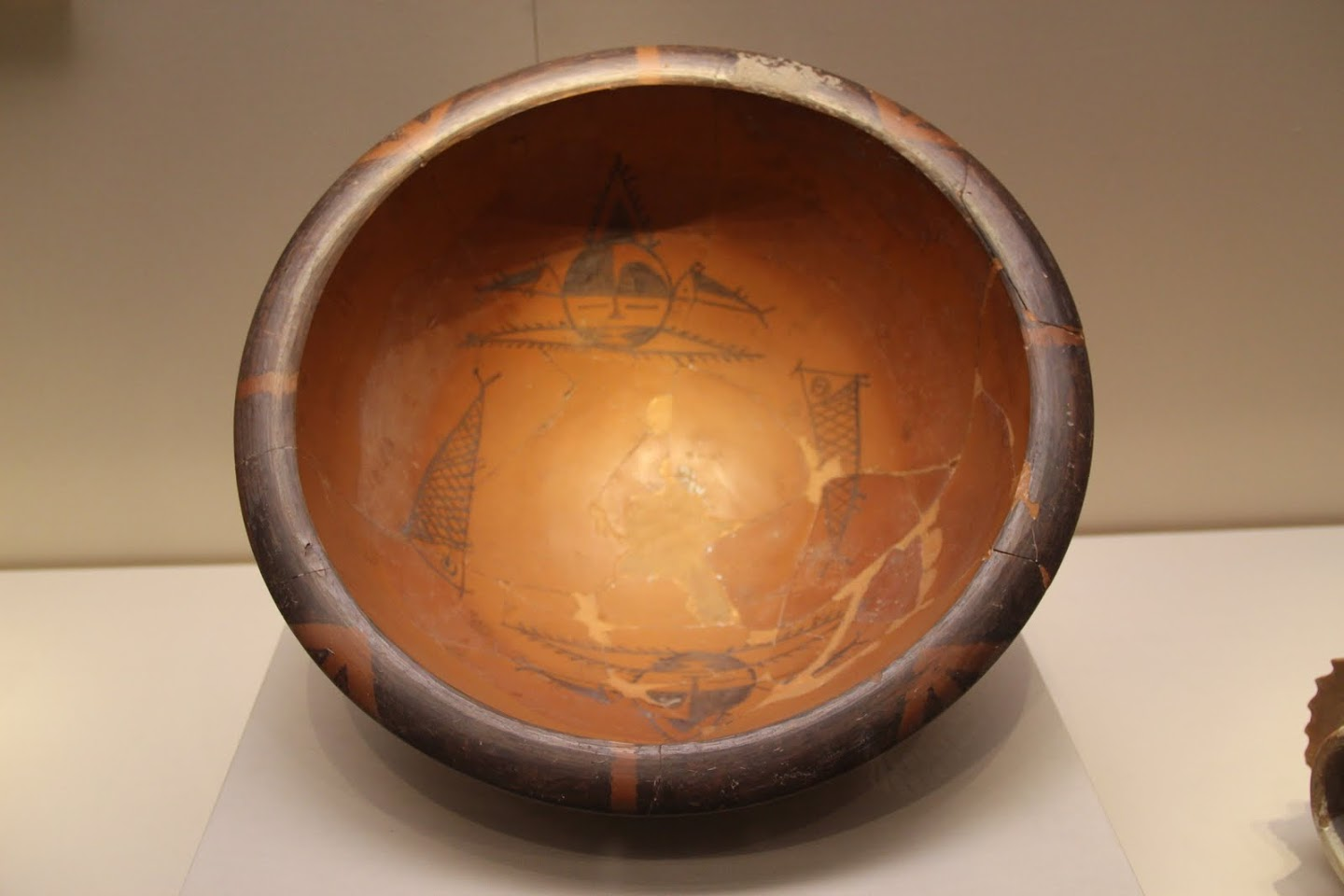
Bassin de type pen. Terre cuite chamois peinte à l’engobe sombre, D. 40 cm. « Masques » et poissons. Culture de Banpo, Site de Banpo, Shaanxi, v. 4500. Musée national de Chine
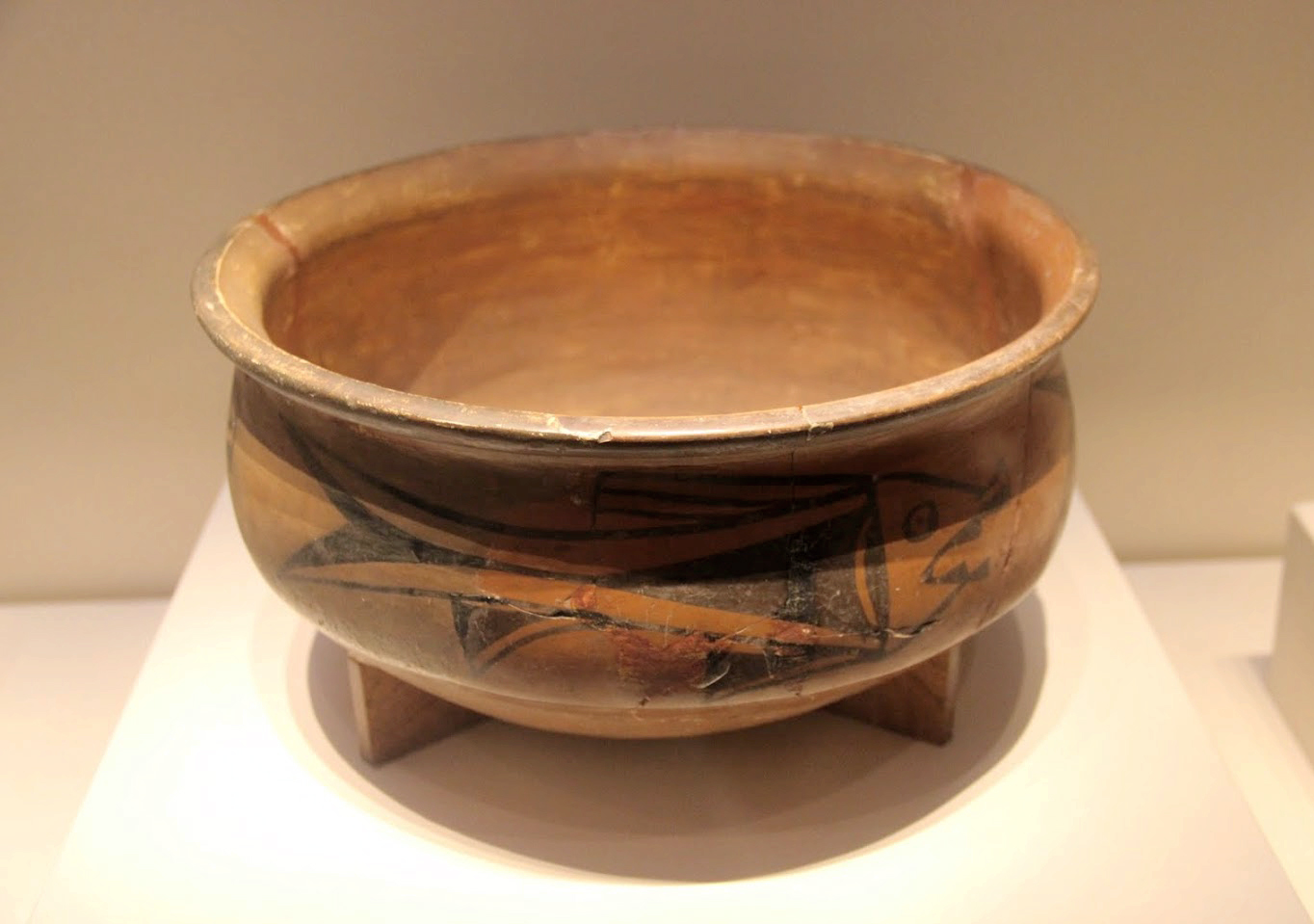
Bassin de type pen. Terre cuite beige clair à décor peint en forme de poissons. H. 17 cm. Culture de Banpo. Site de Banpo, Shaanxi. Musée national de Chine

### Yangshao moyen (v. 4000-3500), phase de Miaodigou, sites de Yancun (centre et ouest Henan), Xipo (Ouest Henan), Dahecun (Luoyang-Zhengzhou)...

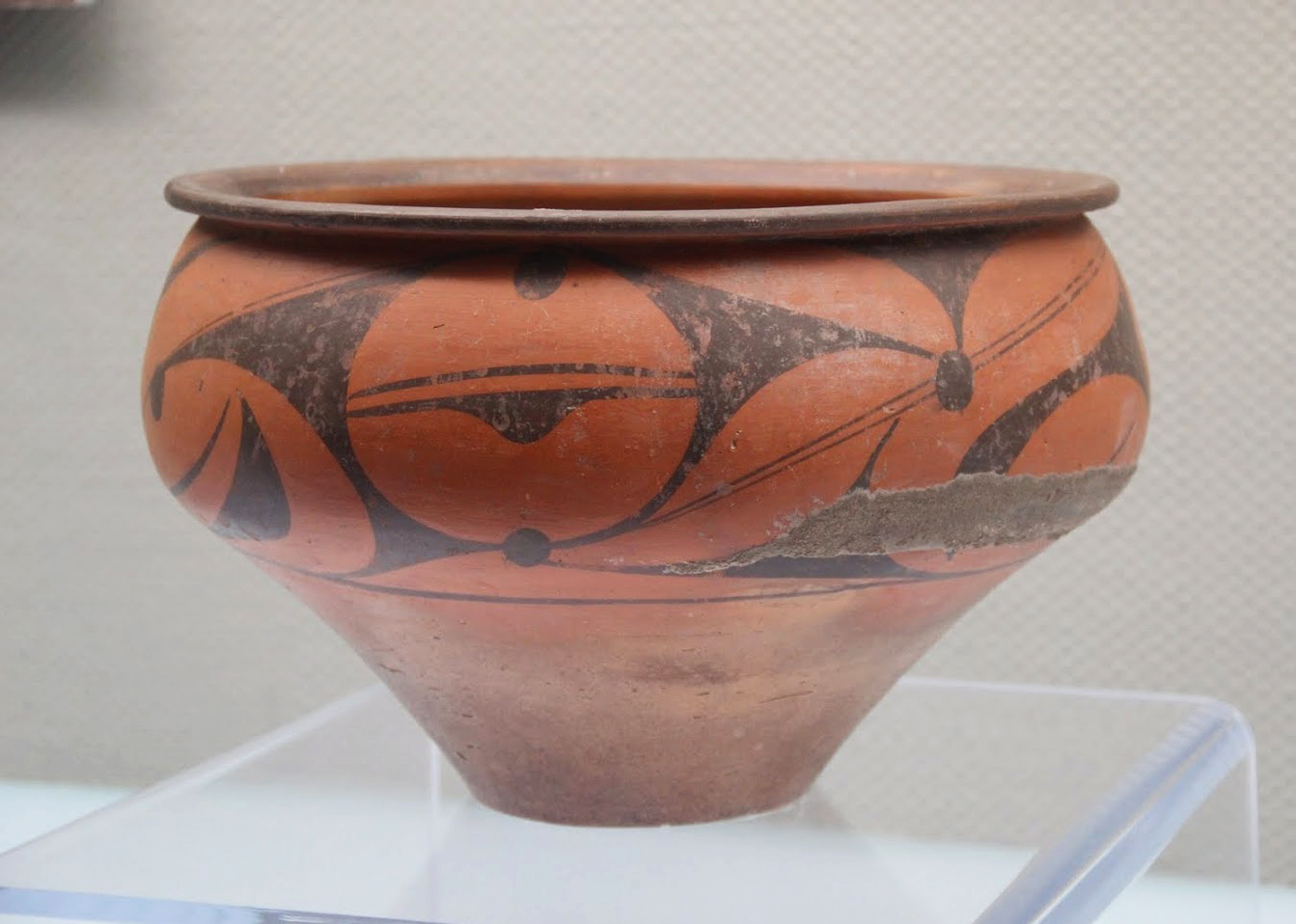
Grand bassin de type pen. Terre cuite rouge décor peint en noir. Culture de Miaodigou, v. 4000. Musée Provincial du Shanxi, Taiyuan
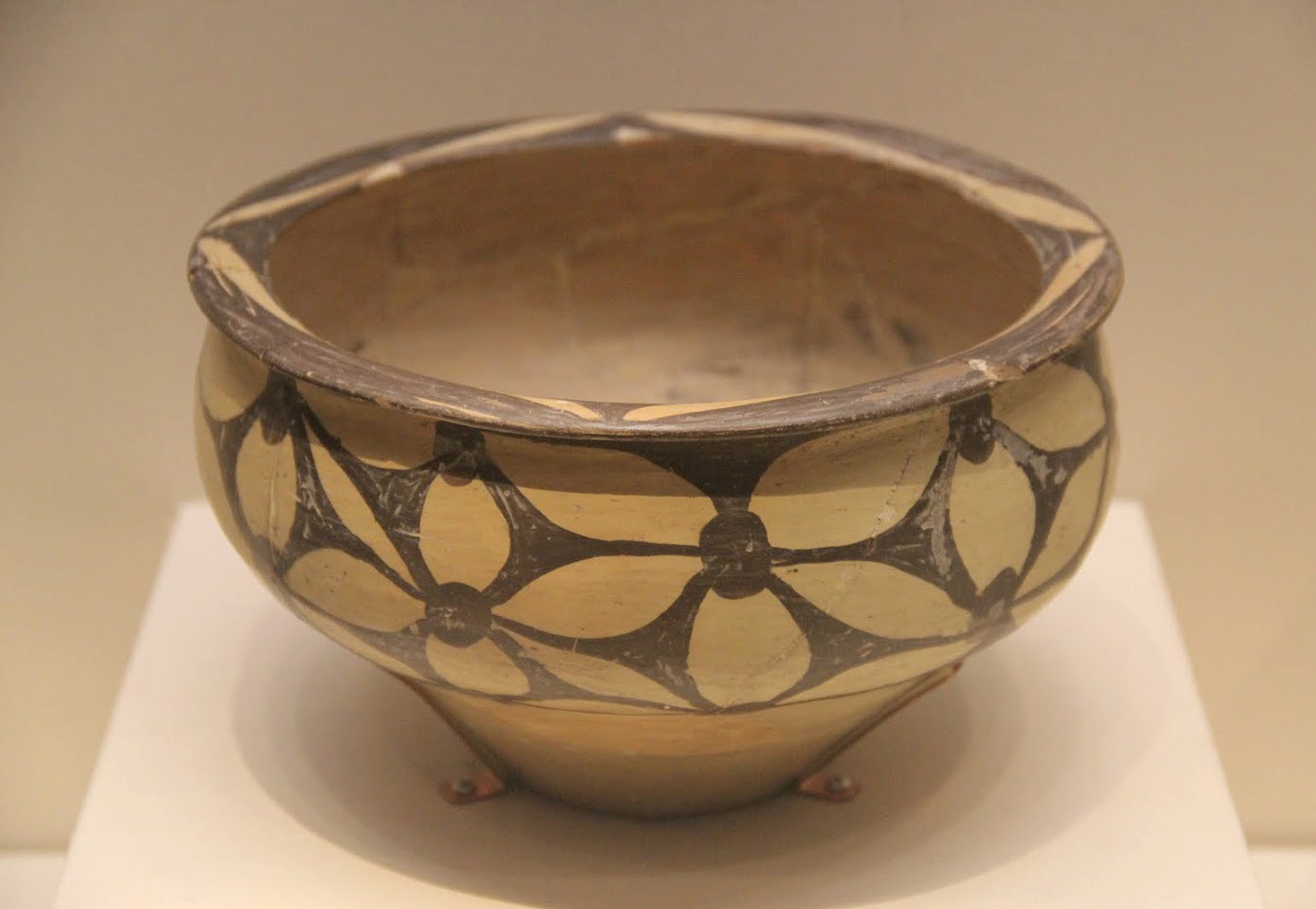
Bassin en terre cuite peinte décor de triangles courbes, produisant un effet de feuilles et fleurs, H 12 cm, D 20 cm. Miaodigou. Musée national de Chine
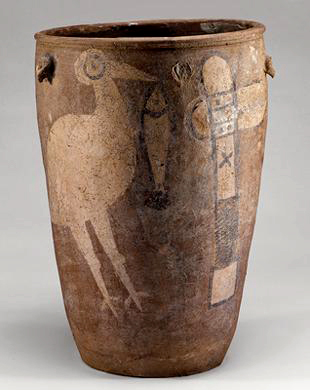
Urne funéraire peinte[35]: cigogne, poisson et hache de pierre. Miaodigou (v. 3900-3000) Yangshao moyen, site de Yancun, Henan. H: 47 cm. Musée national de Chine
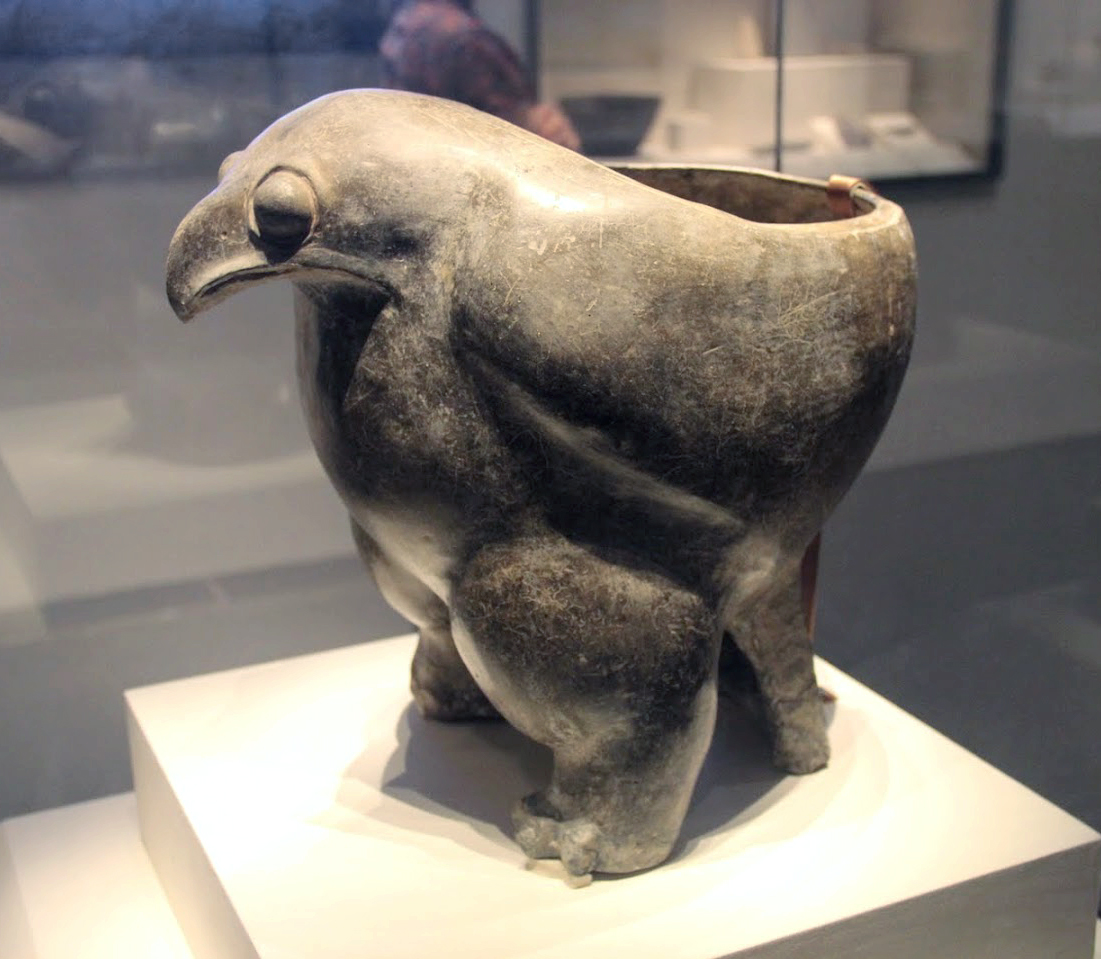
Vase en forme de rapace. Terre cuite grise, Yangshao, type Miaodigou. H. 36 cm. Musée National de Chine

### Yangshao final (v. 3500-3000): sites de Dadiwan (Qin'an, Gansu), Xihan (Zhengzhou), Shijia et Dahecun III (Qinwangzhai)
- Un site de la culture de Dadiwan, (Xian de Qin'an, Gansu), a révélé une célèbre bouteille en terre cuite peinte en forme de figure humaine, haute de 31,8 cm[37].

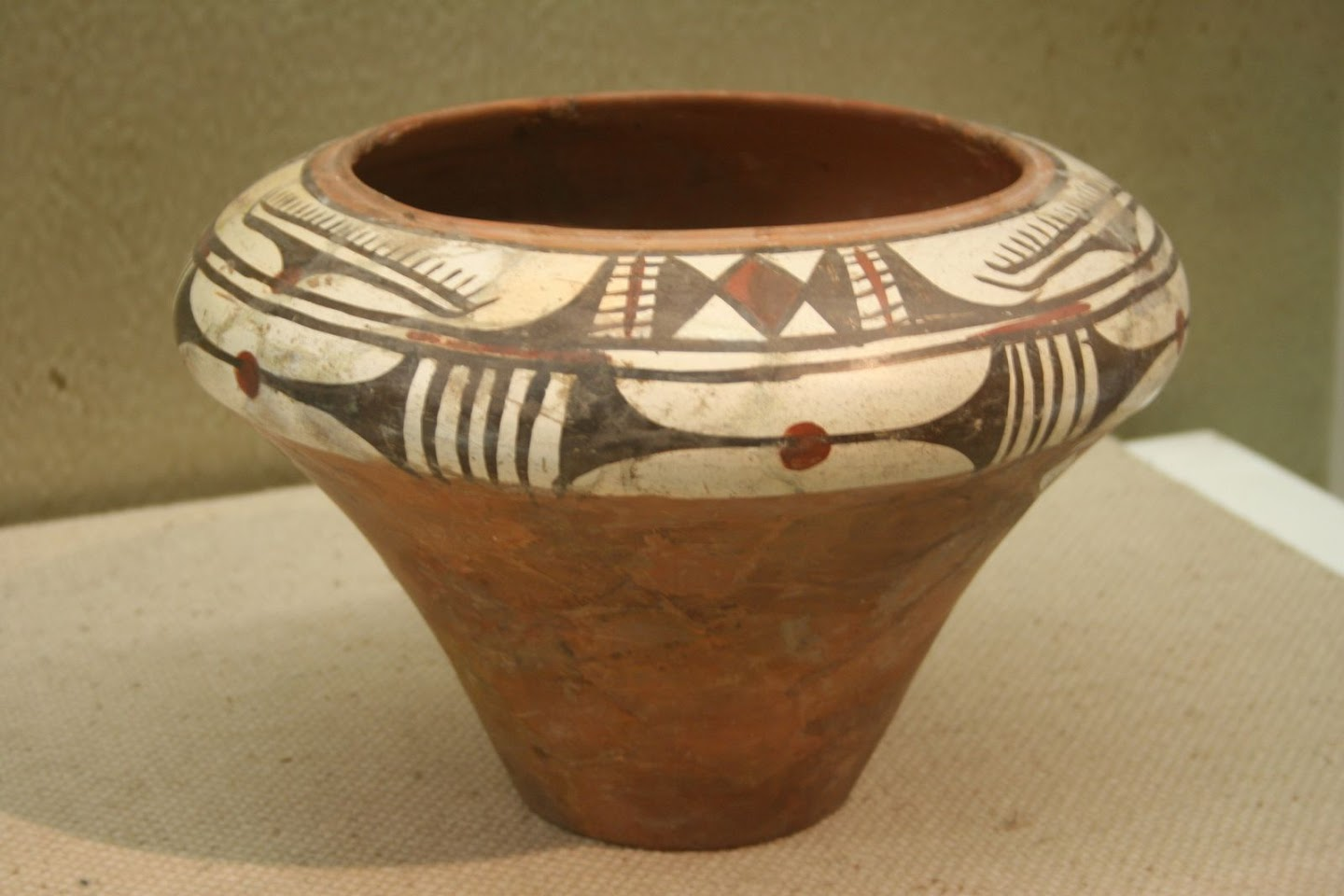
Écuelle de type bo. Terre cuite rouge, décor blanc, noir et rouge. H. 21, D. ouv. 21. Dahecun (III)[N 19] - Qinwangzhai, v. 3385-3070. Henan Provincial Museum
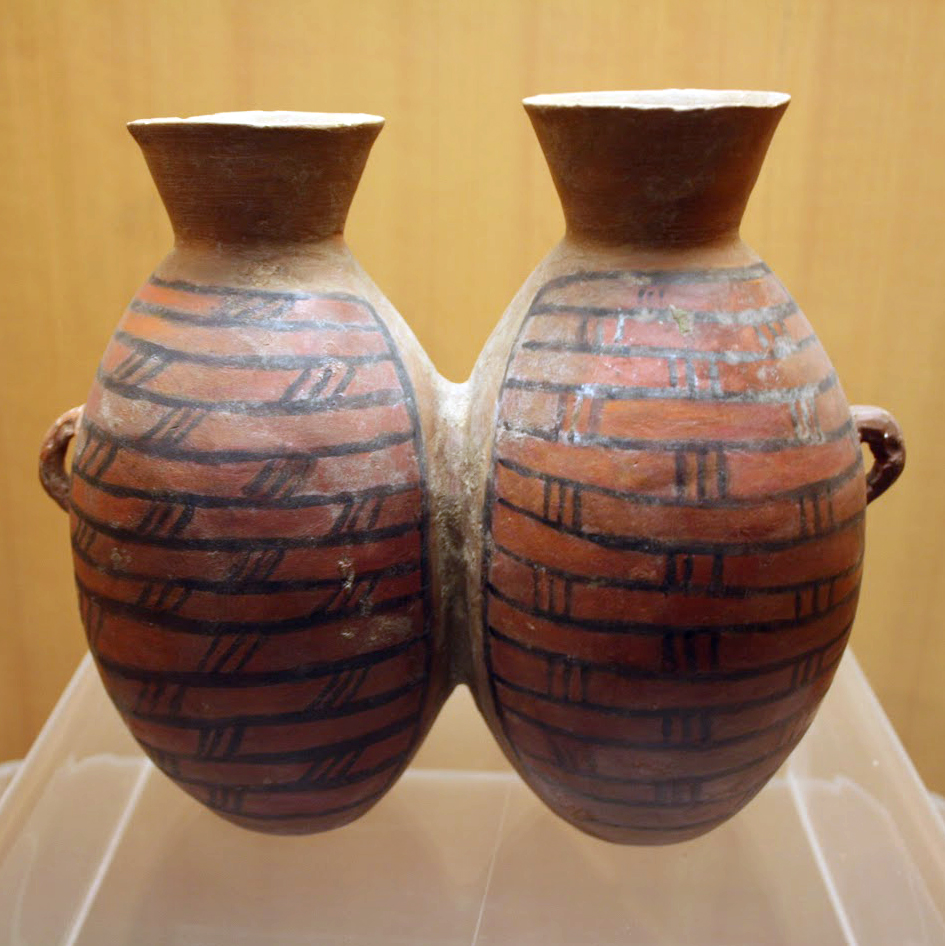
Tasses jumelles de type hu. Terre cuite, engobe rouge, décor noir. H. 20,3 cm. Site de Dahecun (III)-Qinwangzhai. Henan Provincial Museum, Zhengzhou[39].

## Une tradition locale au même «niveau» culturel que bien d'autres en Chine
Le point de vue actuel relativise la place des cultures de la Plaine centrale au sein des cultures qui lui sont contemporaines. Les découvertes archéologiques semblent démontrer que la tradition culturelle de la Plaine centrale dans le cours moyen du fleuve Jaune, et dans les vallées de la Wei et de la Fen n'a pas été « en avance » sur des cultures « périphériques » pendant la période néolithique. Les tombes de ses élites avec leurs dépôts de jades ou la tradition des grandes maisons ne font pas de Yangshao un cas unique et n'en sont pas les premières manifestations en Chine. Par contre elle est remarquablement bien documentée en raison de l'histoire de la discipline archéologique dans le cadre de l'histoire politique du pays.

## Langues sino-tibétaines

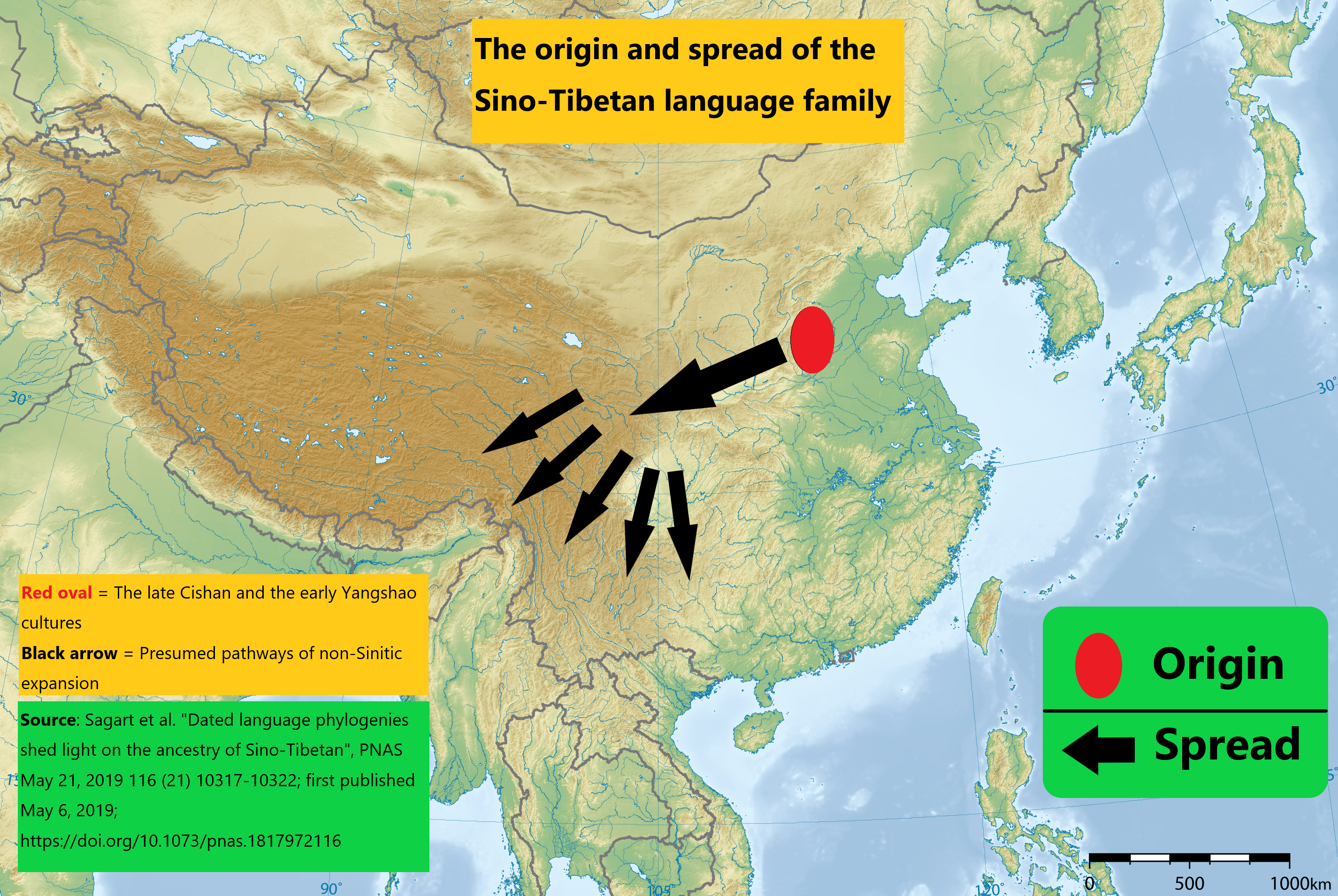
L'origine et la diffusion des langues sino-tibétaines. L'ovale rouge représente la fin des cultures Cishan et les premières cultures de Yangshao. Les flèches noires représentent les voies présumées de l'expansion non sinitique. Après avoir appliqué la méthode comparative linguistique à la base de données de données linguistiques comparatives développée par Laurent Sagart en 2019 pour identifier des correspondances sonores et établir des apparentés, des méthodes phylogénétiques sont utilisées pour déduire des relations entre ces langues et estimer l'âge de leur origine et de leur patrie.

Certaines études considèrent que la culture de Yangshao pourrait être à l'origine de la diffusion des langues sino-tibétaines,,.